# Stockholm
Stockholm är Sveriges huvudstad och största stad samt landets kulturella, politiska, mediala och ekonomiska centrum. Stockholm  ligger vid Mälarens utlopp i Östersjön, på gränsen mellan landskapen Södermanland och Uppland. Antalet invånare inom Stockholms kommun är nära 1 miljon, medan det i den kommunöverskridande tätorten finns över 1,6 miljoner. I Stockholms län (Storstockholm) finns över 2,4 miljoner (2022).
Staden anses traditionellt ha grundats i mitten av 1200-talet av Birger jarl. Platsen hade då fått strategisk betydelse i och med att landhöjningen medfört att utloppet från Mälaren runt stadsholmen blivit strömt som blev ett hinder för sjöfarten. Vid tiden för stadsprivilegierna 1436 hade staden blivit rikets största och ekonomiskt och strategiskt viktigaste, och med 1634 års regeringsform blev Stockholm formellt Sveriges förvaltningscentrum och huvudstad då kungahus, regering, riksdag och centralförvaltning därefter samlades permanent till staden.
Staden växte först på stadsholmen, sedan på malmarna norr och söder därom. Först på 1900-talet expanderade staden utanför den nuvarande innerstaden, åt söder och väster (Söderort och Västerort). Innerstaden fick sin karaktär av Lindhagenplanen från 1866. I ytterstaden planlades förorterna efter andra världskriget enligt ABC-stadkonceptet utefter de nya tunnelbanelinjerna.
Näringslivet i Stockholm domineras av tjänste- och servicesektorn. Många av det svenska näringslivets största företag har sitt huvudkontor förlagt till Stockholmsregionen. IT-branschen är betydande och programmerare är regionens vanligaste yrke (2015). Besöksnäringen är växande.
Stockholms central är utgångspunkten för järnvägslinjer till stora delar av Sverige. Kollektivtrafiken i Stockholm är väl utbyggd där Stockholms tunnelbana utgör grundstomme.
I Stockholm finns flera universitet av världsklass, Karolinska Institutet (medicin), Kungliga Tekniska högskolan, Handelshögskolan i Stockholm och Stockholms universitet.
Stockholm har många nationella kulturinstitutioner och är en av världens mest museitäta städer med museer som Vasamuseet och Nationalmuseum. De populäraste idrotterna är fotboll och ishockey där den mest kända arenan är Globen.

## Området Stockholm
Omfattningen av Stockholm kan avse olika utbredningar beroende på sammanhang. Vardagligt avses Stockholms kommuns område eller det väldefinierade området som täcks av de bebyggda områdena i kommunen. Vardagligt och lite större, men ej väldefinierat,  kan även avses bebyggelse i Stockholms kommun och i dess närkommuner, antingen bara de allra närmaste eller lite vidare. Ett större och väldefinierat område utgörs av tätorten Stockholm som omfattar bebyggelse i 12 kommuner, men som ej känns naturligt av de boende. Ett ännu större område som kan avses är  Stor-Stockholm som sedan 2005 har samma utbredning som Stockholms län. Ett mindre område, som i vissa fall ännu används och mer i äldre tid, avser enbart stenstaden, Stockholms innerstad, som före 1913 var omfattningen av dåtidens Stockholms stad.

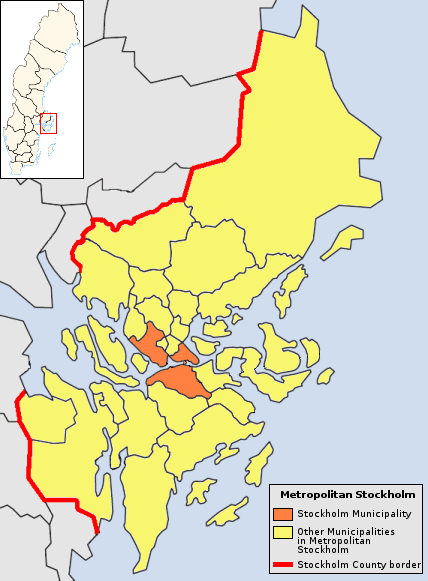
Storstockholm (Stockholms län).
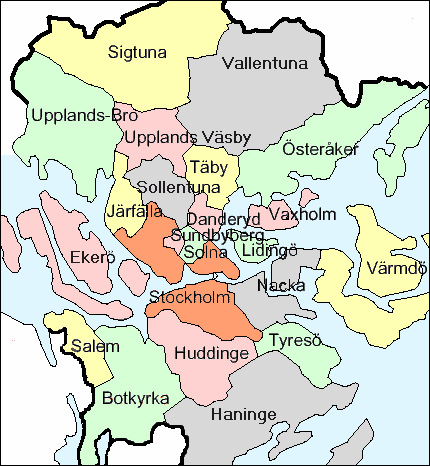
Stockholms kommun med närkommuner.
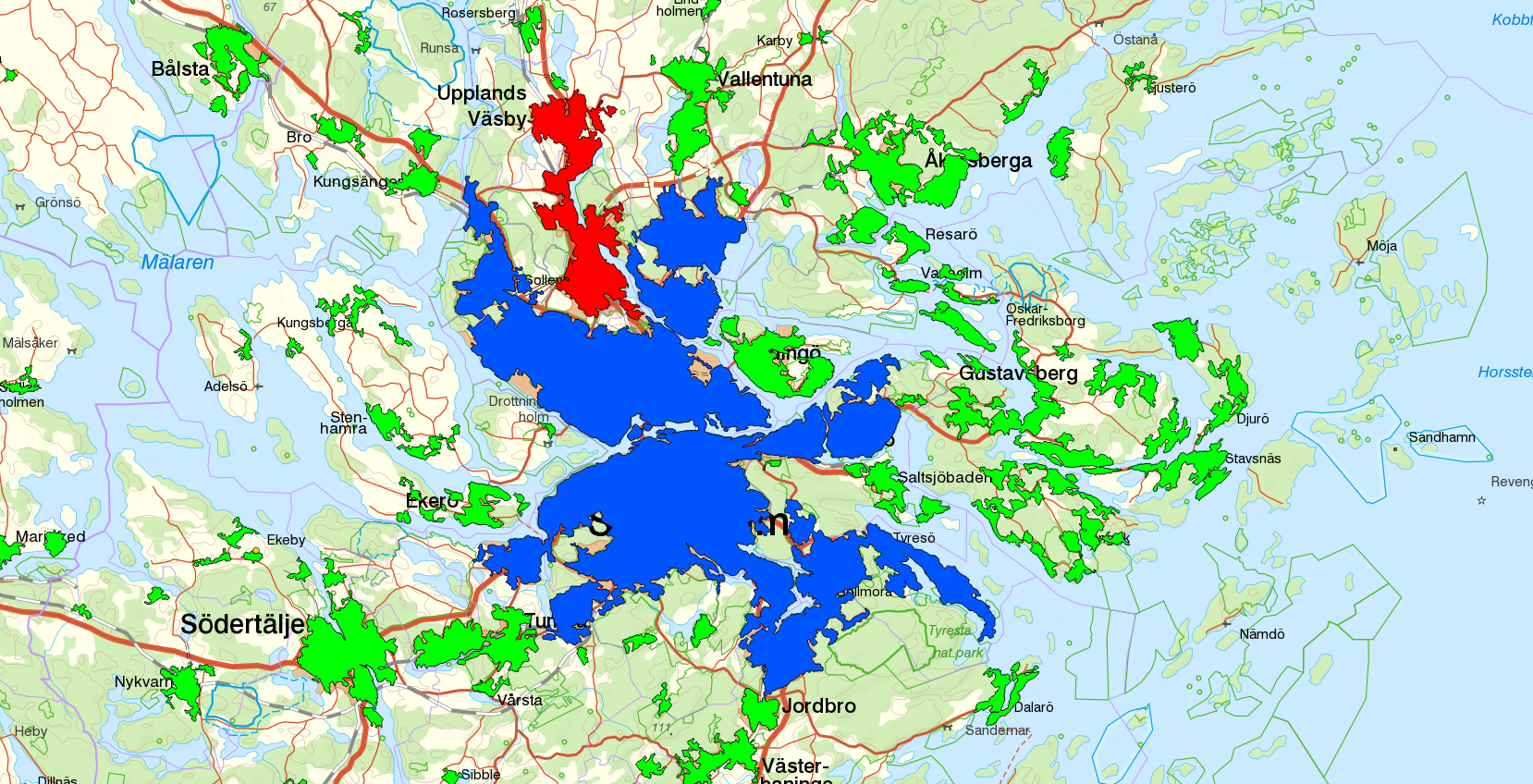
Tätorten Stockholm i blått, den 2015 ny-utbrutna tätorten Sollentuna och Upplands Väsby i rött.

## Namnet
Namnet Stockholm är en sammansättning av orden stock och holm i betydelsen ’holme’, men vad namnet syftar på har diskuterats åtminstone sedan 1500-talet och det råder ingen konsensus i frågan. En vanlig tolkning är att namnet syftar på en spärr av flytstockar i Norrström som hindrade flottor att segla in i Mälaren, men namnet har givits många andra tolkningar.
Namnet Stockholm nämns för första gången I skrift 1252 då Birger Jarl och kung Valdemar gemensamt daterar ett brev där.
Minoritetsspråken i Sverige har andra namn på staden. På finska heter den Tukholma, som också används på meänkieli tillsammans med Stokholmi och Tokholmi. Liknande namn finns på  nordsamiska (Stockhoalbma) och lulesamiska (Stockhoalmma). Det sydsamiska namnet är en kortform: Stuehkie. På umesamiska är det delvis frågan om översättningslån: Ståhkiesualuoj, Tjåsskasualuoj eller Tjåsskasulla. Slutligen använder sig svensk romani av Kastona-foro och Kralilleske-foro, vilket betyder den kungliga staden.
För Stockholm finns ett antal smeknamn som Eken, Nordens Venedig eller Mälardrottningen.

## Historia
Bebyggelse började på den så kallade Holmen, nu Stadsholmen, jämte några mindre öar belägna i gattet mellan Mälaren och Saltsjön. Genom landhöjningen hade dessa på 900-talet blivit tillräckligt stora för att kunna tas i anspråk för ett fiskeläge med permanent bosättning. Enligt Snorre Sturlasson kallades fiskeläget för Agnefit.

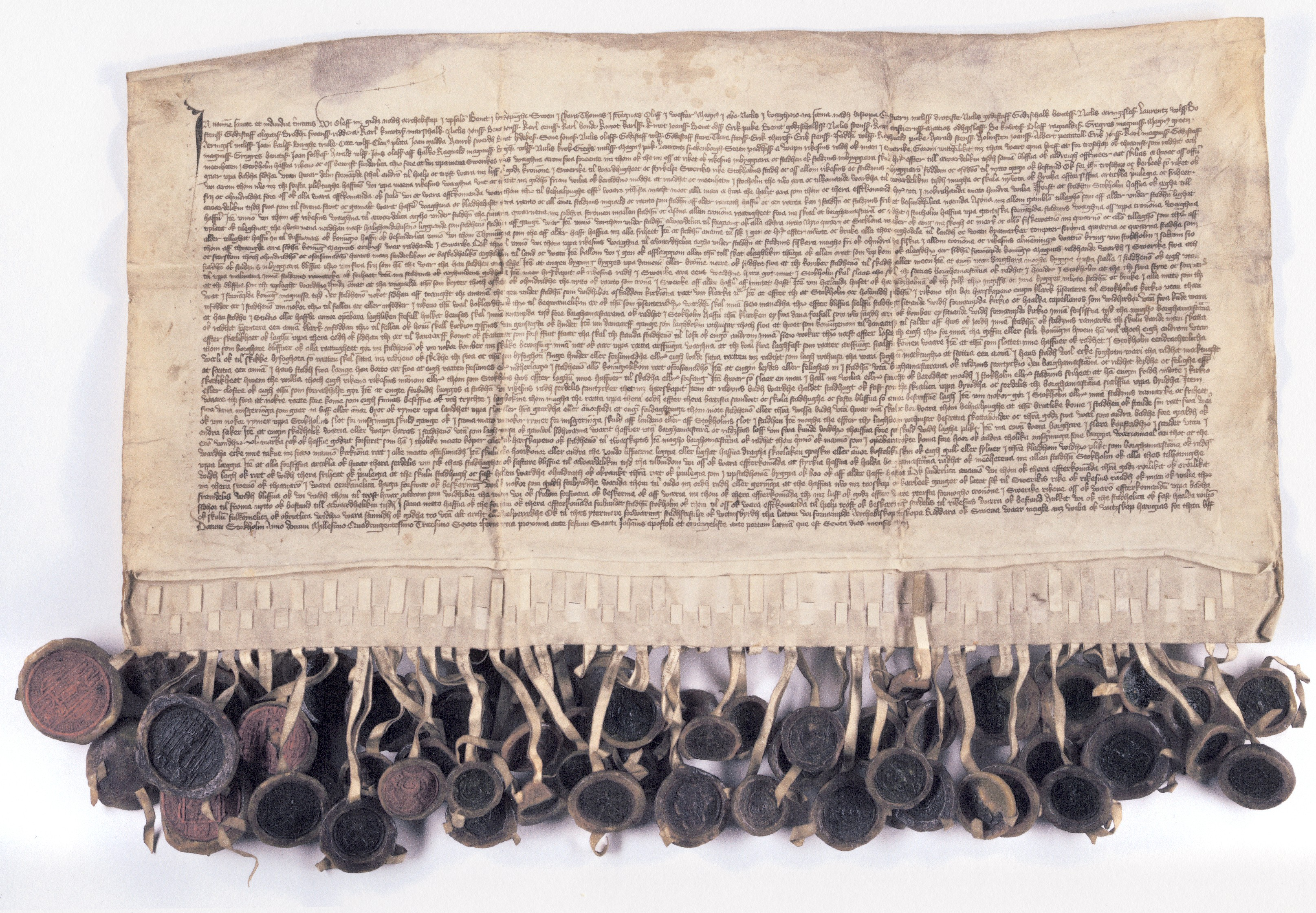
Riksrådets privilegiebrev 1436.

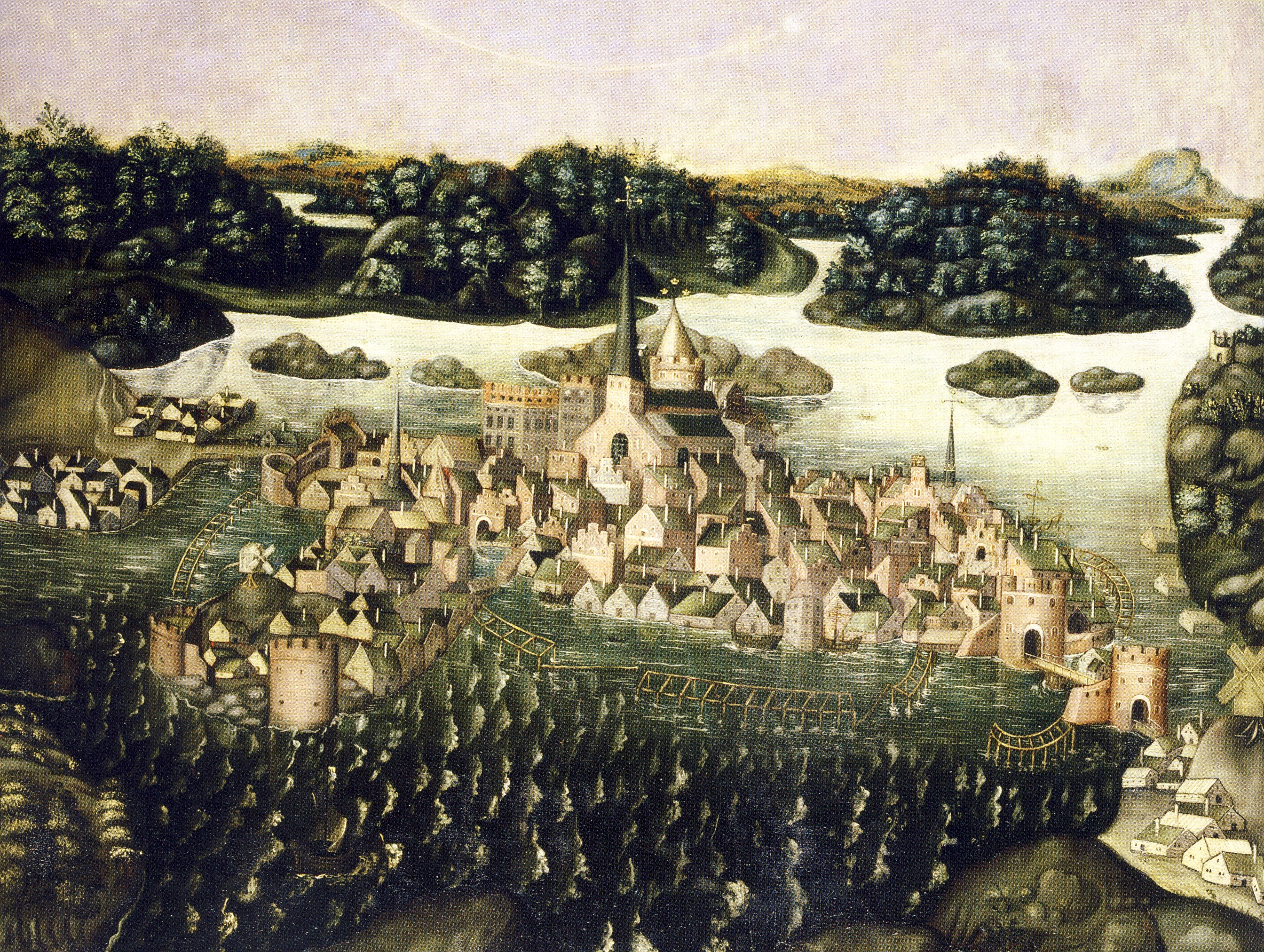
Vädersolstavlan från 1535, en av de äldsta kända bilderna av Stockholm (bilden är beskuren).

Det äldsta angivna årtalet för stadens grundande i medeltida källor är 1187 och det återfinns i Visbykrönikan. Enligt denna notering grundades Stockholm till följd av Härjningen av Sigtuna 1187 som ersättning för den nedbrunna handelsplatsen. Det äldsta bevarade samtida skriftliga dokumentet som nämner namnet Stockholm är Birger jarls skyddsbrev för Fogdö kloster 1252 och traditionellt anses därför Birger jarl vara stadens grundare. En borg anlades vid holmen för att skydda Stockholm och andra betydande städer längre in i Mälaren som Sigtuna mot angrepp från fientliga krigsflottor. Staden blev ett svårforcerat hinder sjövägen för fiender in till Mälaren och Sveriges centrala delar.

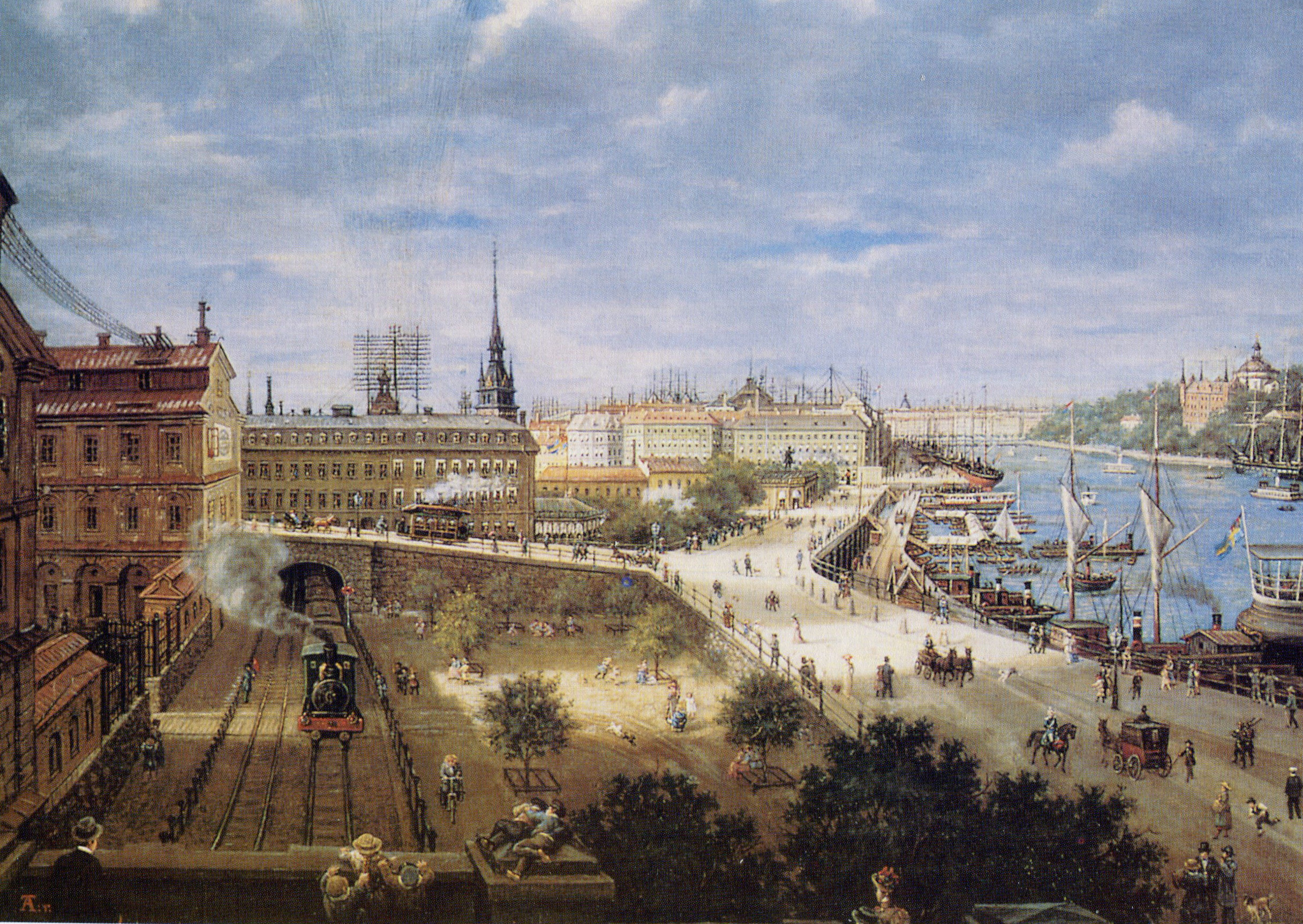
Slussen 1898.

Stockholm var tidigt en viktig handelsstad för järnhandeln från gruvorna i Bergslagen där de tunga transporterna gick med båt via Mälaren ut till kusten. Stockholm som ett handelscentrum för alla slags varor utvecklades starkt genom de många inflyttade köpmännen från Tyskland som hade sin egen handelscentral vid Östersjökusten i norra Tyskland. Redan på 1300-talet fanns en spridd bebyggelse på malmarna. Genom Riksrådets privilegiebrev 1436 fick Stockholm stadsprivilegier, vilket brukar användas som referens för starten av Stockholms roll som huvudstad. I mitten på 1400-talet hade befolkningen vuxit till mellan fem- och sextusen invånare.
Under stormaktstiden inleddes den första organiserade stadsplaneringen under överståthållaren Clas Larsson Flemings befäl varmed staden expanderade ut på nuvarande Norrmalm och Södermalm. Det gamla Slottet Tre Kronor totalförstördes i slottsbranden 1697, därefter uppfördes Stockholms slott på samma plats. I mitten av 1700-talet hade befolkningen ökat till drygt 60 000 invånare och Stockholm hade utvecklats till landets ledande industristad. Under Gustav III:s regeringstid 1771–1792 upplevde staden ett kulturellt uppsving, bland annat grundades Konstakademien och Kungliga Operan.
Första hälften av 1800-talet medförde en period av stagnation då trångboddhet, fattigdom, svält, bristande hygieniska förhållanden och grasserande sjukdomar var stora problem. År 1850 hade Stockholm 93 000 invånare. Industrialiseringen från 1860- och 1870-talen kom att bli en av stadens mest expansiva perioder. På 35 år kom befolkningen att öka till 216 000 invånare. En ny stadsplan togs fram under ledning av stadsplaneraren och politikern Albert Lindhagen och mot slutet av 1800-talet byggdes staden snabbt ut på malmarna med en regelbunden stenstad. De första järnvägarna, gasverken, vattenverken och elektricitetsverken införlivades i stadsmiljön.
Åren kring sekelskiftet 1900 hyste bland annat den stora Stockholmsutställningen 1897 och de Olympiska spelen 1912. Efter andra världskriget påbörjades ett av stadens och landets största stadsomdaningsprojekt; Norrmalmsregleringen, som skulle omvandla nedre Norrmalm till en ny stadsdel och där skapa det nuvarande Stockholms city. Längs de nya tunnelbanelinjerna växte nya förorter upp långt utanför tullarna.

## Geografi

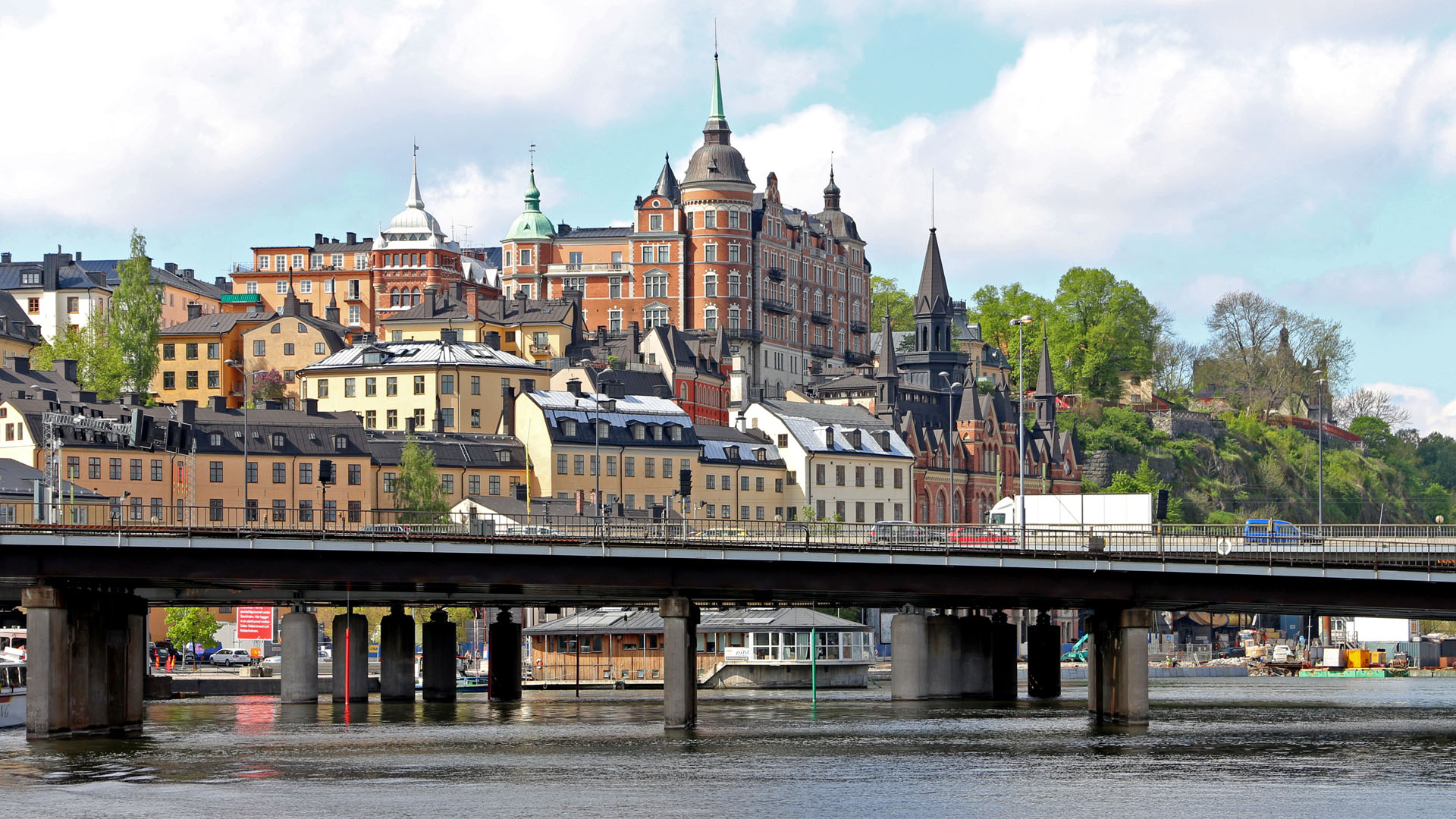
Förkastningen på Södermalm ovanför Söder Mälarstrand.

Stockholm ligger vid Mälarens utlopp i Saltsjön på öar och på fastland i söder, norr och väster, i öster börjar Stockholms skärgård. Stadens centrala och södra del är kuperad, den norra och västra delen är mer låglänt. 
Gnejser och graniter utgör den  uppspruckna berggrunden. Vid Skinnarviksbergen och Stadsgården löper en förkastningsbrant som tillsammans med Stockholmsåsen, som sträcker sig från  Observatoriekullen mot Brunkeberg och Gamla stan och vidare mot Södermalm, utgör de viktigaste topografiska strukturerna i kommunen. På höjder, så som Grimstaskogen och Judarnområdet, finns barrskogar och som kontrast finns frodiga ängar och ekskogar på Djurgården.

### Natur

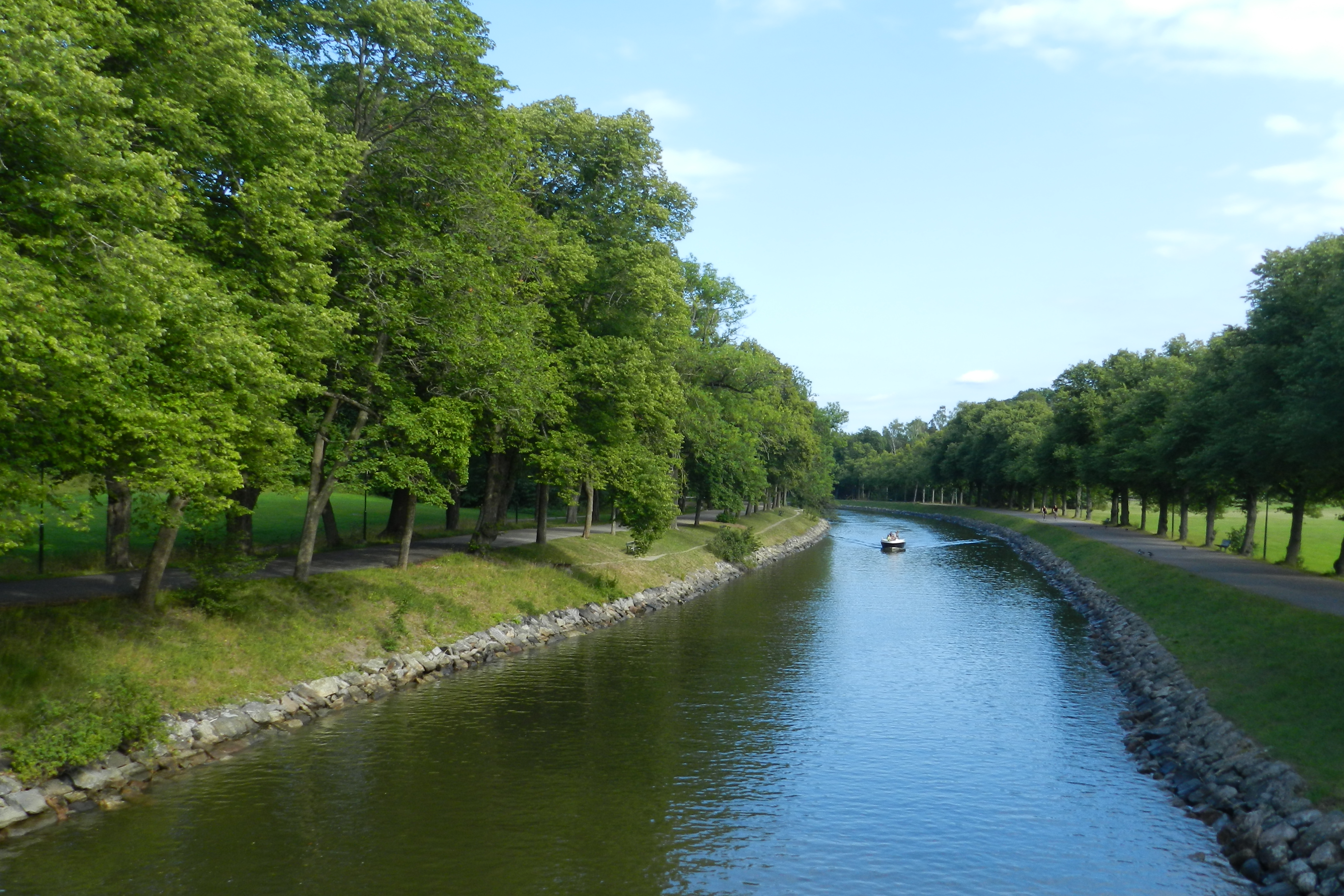
Djurgårdsbrunnskanalen.

Stockholms kommun är en grön stad och drygt 40 procent av marken består av parker och grönområden. Här finns såväl stora strövområden, finparker och strandpromenader som små stadsdelsparker. Stockholms natur präglas av sitt speciella läge mellan Mälaren och Östersjön och genom Mälardalens milda klimat med odlingszon II som motsvarar Skånes inland. 
Flera naturreservat finns inom kommunens område och 1994 invigdes världens första nationalstadspark, Kungliga nationalstadsparken. Inom Stockholms kommun finns 15 sjöar, varav tio ligger helt inom kommunens gränser.
Inom kommunen stad är Högdalstoppen högsta höjd med 102 m, den är skapad av människohand av tippmassor under 1950- och 1960-talet. Högsta naturliga topp är Vikingaberget i Vårberg, som är 77,24 m. Innanför tullarna är det Skinnarviksberget, som är 53 m som är högsta punkt.

### Klimat

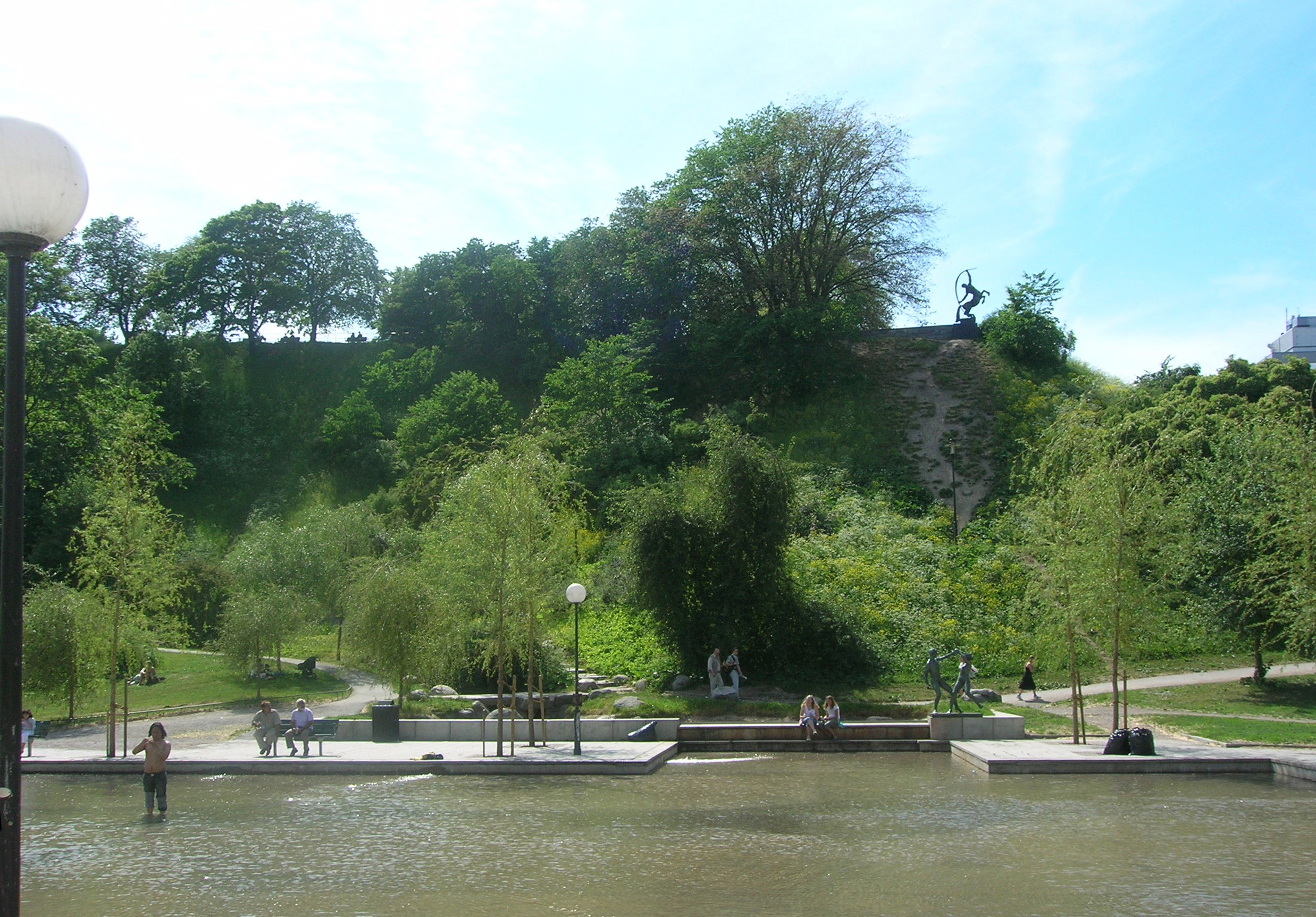
Observatorielunden från öster.

Stockholm  har ett tempererat klimat med fyra tydliga årstider, med vindar som oftast är sydvästliga eller västliga. Sommartid (från midsommar till början av augusti) är Stockholm bland Sveriges varmaste platser, med medeltemperaturer på 20–23 °C och 11–13 °C på natten. Vintrarna kan vara molniga (även vid högtryck) och har medeltemperaturer på mellan -1 och +1°C dagtid, och -3 till -5°C på nätterna. Årsnederbörden i Stockholm är omkring 539 mm med 173 nederbördsdagar varav 16 snödagar. Stockholm har över 1 800 soltimmar varje år. Den högsta uppmätta rekordtemperaturen i Stockholm var 36 °C, den 3 juli 1811, 35,4 grader uppmättes första veckan i augusti 1975. Den lägsta -32 °C, den 20 januari  år 1814.
I Väderlekskammaren på Stockholms gamla observatorium finns en temperaturslinga som visar medeltemperaturen under årets varmaste (juli) och kallaste (februari) månad från 1700-talets mitt fram till idag, vilket är enda plats i världen där vädret observerats kontinuerligt i över 250 år.
Genom sitt nordliga läge har Stockholm omkring 18,5 timmar långa dagar vid sommarsolståndet men bara knappt 6 timmar långa dagar vid vintersolståndet. Till dagen kommer relativt långa skymningar och gryningar.

## Stadsbild

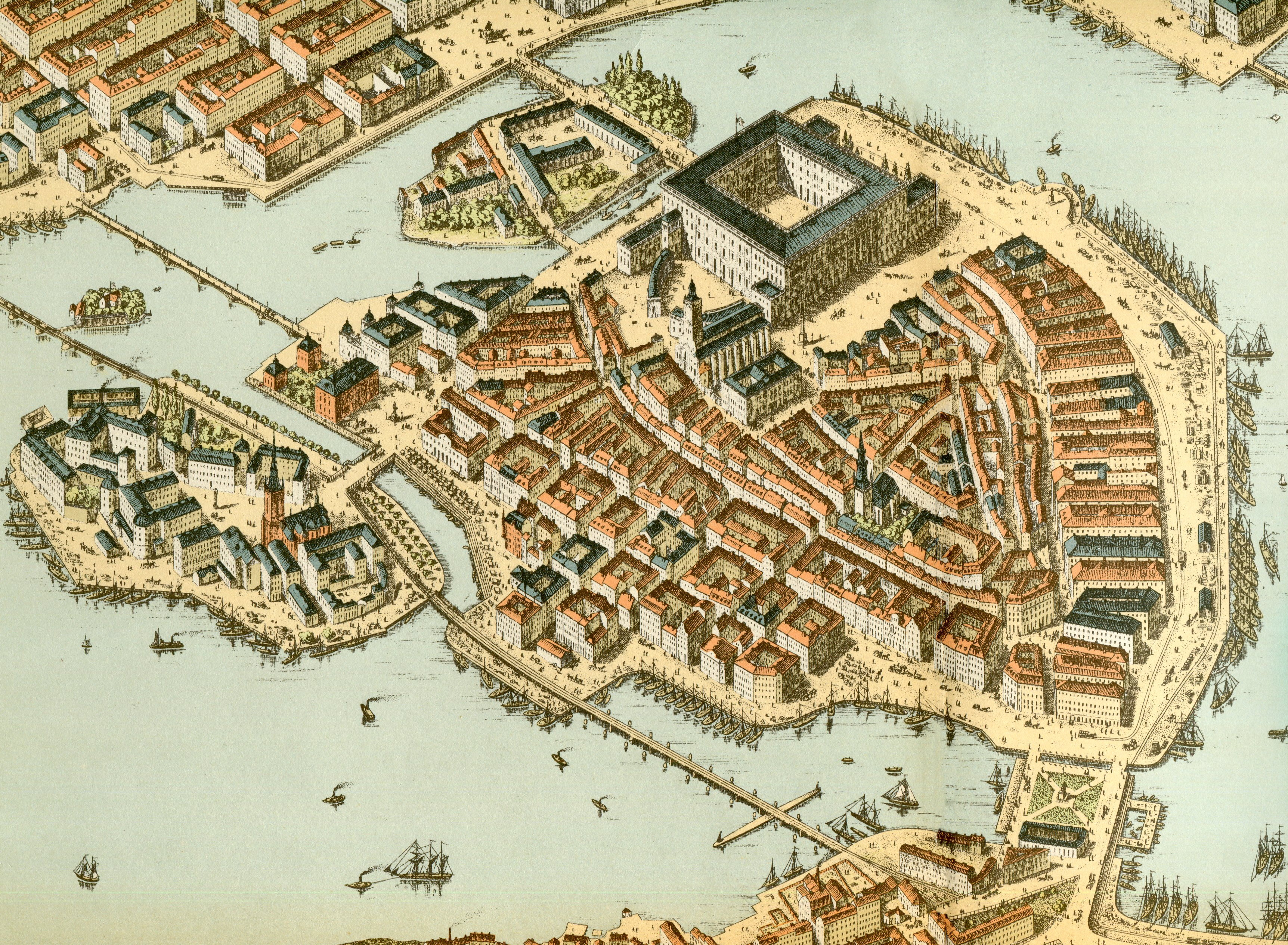
Gamla stan 1870-tal.

Stockholms stadslandskap och stadsbild har formats under hundratals år. Genom fysisk planering i form av bebyggelse, anläggandet av gator, torg och parker samt genom förändringar i Stockholms kvarvarande natur har stadsbilden förändrats. Det gamla och det nya ligger nära varann; bara drygt två kilometer från Karlaplan finns bevarade gravfält från järnåldern som Kaknäs på Gärdet. Stockholm är en grön stad och drygt 40 procent av marken består av parker och grönområden. 

### Stadsplanering

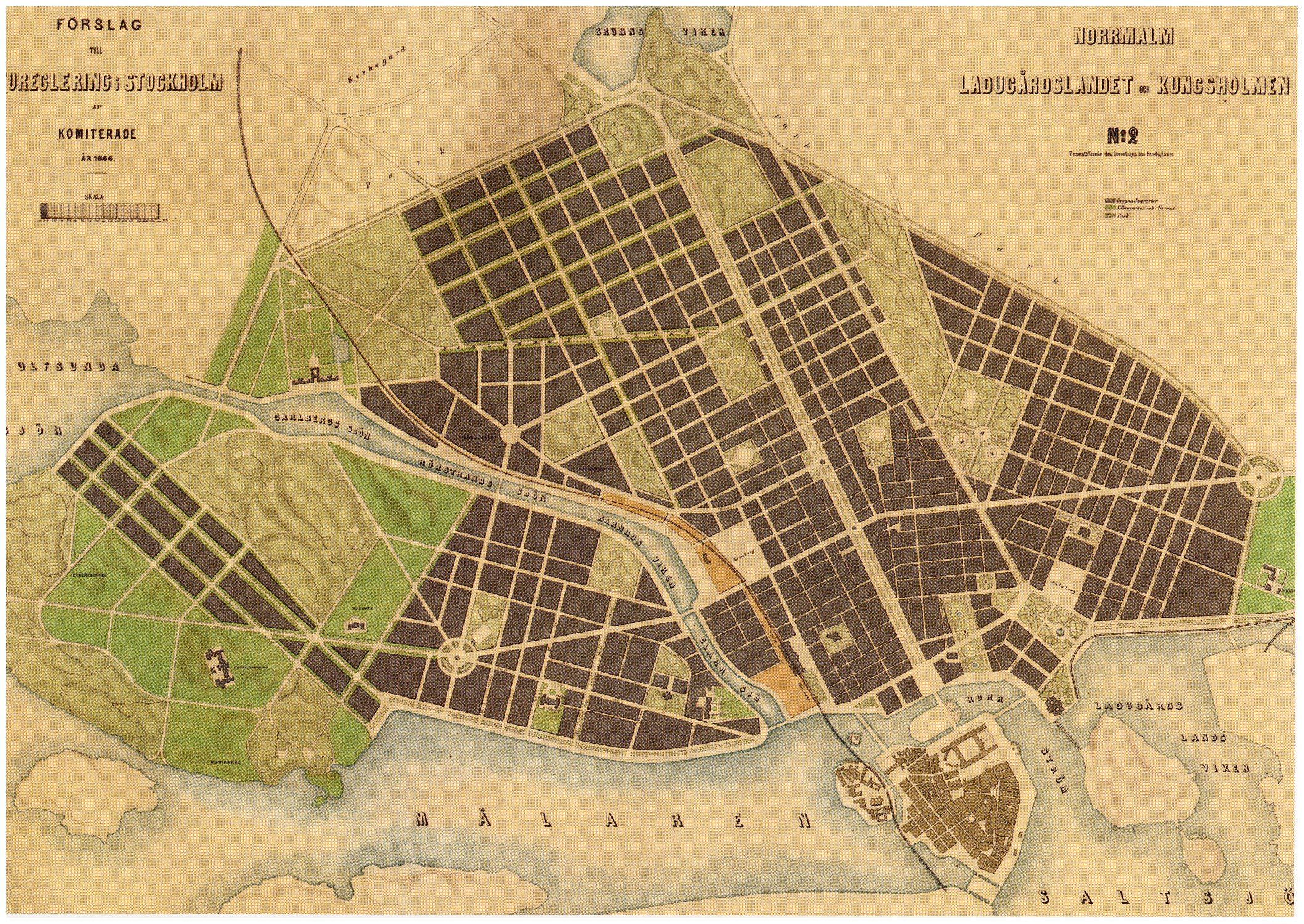
Lindhagenplanen för Norrmalm och Kungsholmen.

När Stockholm 1436 fick rollen som Sveriges huvudstad hade staden redan vuxit under 200 år. Stockholm hade utvecklats till en viktig handelsplats inom Hansan och den ursprungliga trähusbebyggelsen ersattes mer och mer av stenhus i Stockholms centrum, som var Gamla stan. Med 1600-talets stormaktstiden utvecklades även Stockholm som en huvudstad av europeisk betydelse med stor befolkningsökning. Omfattande stadsplaneringar påbörjades under 1620-talet och utvecklades under överståthållaren Clas Larsson Fleming på 1630- till 1640-talen med Flemings rutnät som lades över Norr- och Södermalm samt över delar av Gamla stan. Idéerna kom från renässansen, det skulle vara regelmässiga och rätvinkliga rutnät av gator och kvarter. På 1700-talet växte Stockholm i långsammare takt och man följde i stort, att bebygga Flemings rutnät.
Nästa viktiga expansionsfas i Stockholms urbana utveckling kom med den industriella revolutionen. Ett intensivt byggande präglade 1800-talets senare hälft. Under juristen Albert Lindhagen skapades en första generalplan, Lindhagenplanen, för Stockholms malmar och Kungsholmen för att ge staden ljus, luft och grönska. Han ville att staden skulle genomkorsas av breda, trädplanterade esplanader och boulevarder. På Norrmalm dominerade en 70 meter bred Sveaväg i nord-sydlig riktning (senare Sveavägen), på Kungsholmen en bred Drottningholmsvägen i ost-västriktning och på Södermalm en halvcirkelformad Södra Esplanaden (senare Ringvägen). Lindhagens stadsplan genomfördes bara delvis.
Från 1904 och framåt genomförde Stockholms stad stora markförvärv i södra och västra Stockholm och villabebyggelsen utanför stadens centrum började ta fart. År 1908 anlades Enskede trädgårdsstad, som var Stockholms och Sveriges första trädgårdsstad och i angränsande Örby pågick redan utbyggnaden av vad som idag anses vara Stockholms äldsta villastad, även om det skulle dröja till 1913 innan området, som fram till dess tillhört Brännkyrka, inkorporerades med Stockholm.

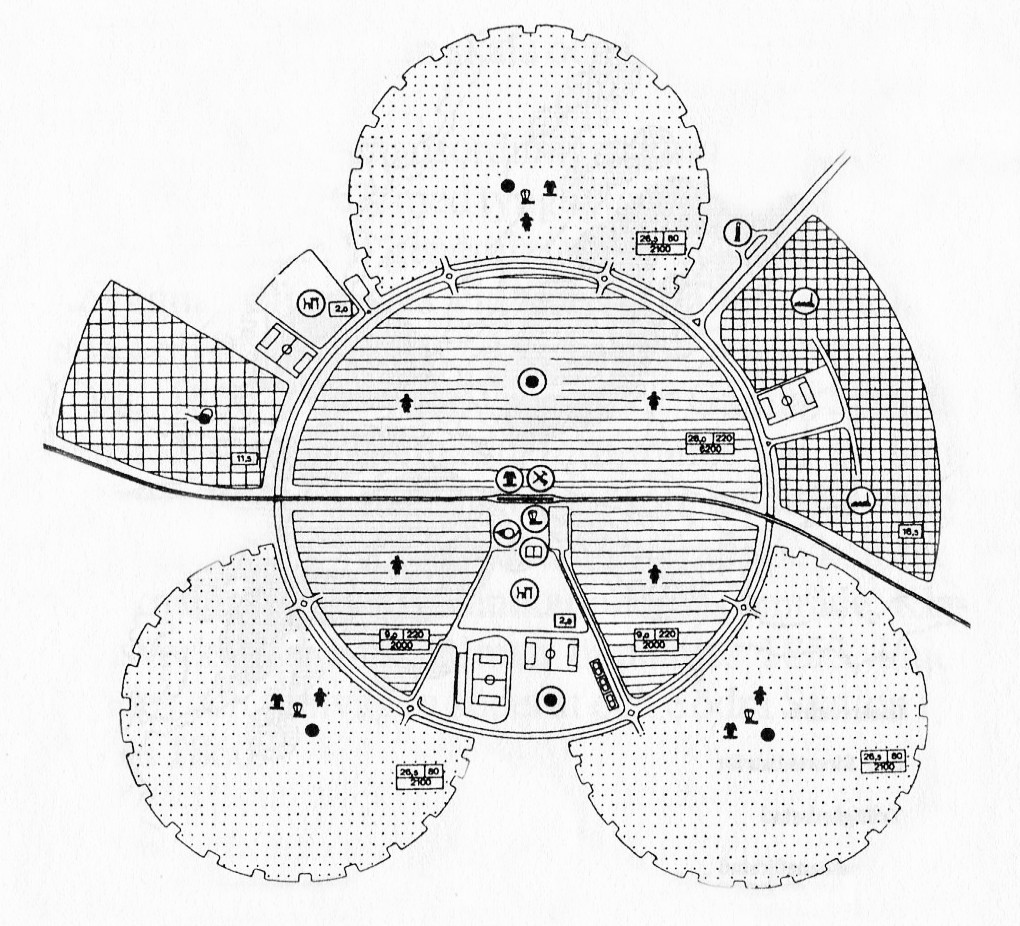
ABC-stad, flerfamiljshus nära station, radhus och småhus längre ifrån.

Under Yngve Larsson som borgarråd samt stadsbyggnadsdirektörerna Albert Lilienberg och Sven Markelius skulle staden och speciellt Nedre Norrmalm anpassas till bilen och tunnelbanan. Hur det skulle gå till beskrevs i olika cityplaner mellan 1923 och 1967. I 1946 års cityplan fastställdes den stora ombyggnaden av Nedre Norrmalm, Norrmalmsregleringen, och i och med cityplan 1977 avslutades saneringen av Stockholms innerstad i förtid.
Efter andra världskriget skedde expansionen av Stockholm längs den nybyggda tunnelbanan. Tanken om en ABC-stad föddes. A stod för arbete, B för bostad och C för centrum. Årsta (1952), Vällingby (1954), Högdalen (1957), Farsta (1960), Bredäng (1962) och Skärholmen (1968), blev delvis sovstäder men alla ansågs inte lika lyckade som Vällingby. Bredäng, Skärholmen samt Tensta hörde redan till enformiga bostadsområden, som uppstod i miljonprogrammets ram. På 1980- och 90-talen skulle det byggas lågt och tätt och helst bilfritt, som i Kista, Skarpnäcks gård, Södra Stationsområdet och Hammarby sjöstad.
Efter år 2000 startades ett antal stadsutvecklingsprogram för att tillgodose den ökande befolkningen med bostäder. Översiktsplan 99 pekar ut ett stort antal utvecklingsområden, där 60 000 nya bostäder skulle kunna skapas. Dessa utgörs huvudsakligen av gamla industri- och hamnområden som kan bli till attraktiva bostäder, som projekt Lindhagen på Kungsholmen och projekt Norra Djurgårdsstaden i stadsdelen Hjorthagen. Ytterligare 20 000 nya bostäder skall kunna skapas genom förtätning inom redan befintliga bostadsområden.
På 2020-talet utvecklas områden som Norra stationsområdet (byggstart 2010), Lövholmen, Årstafältet,

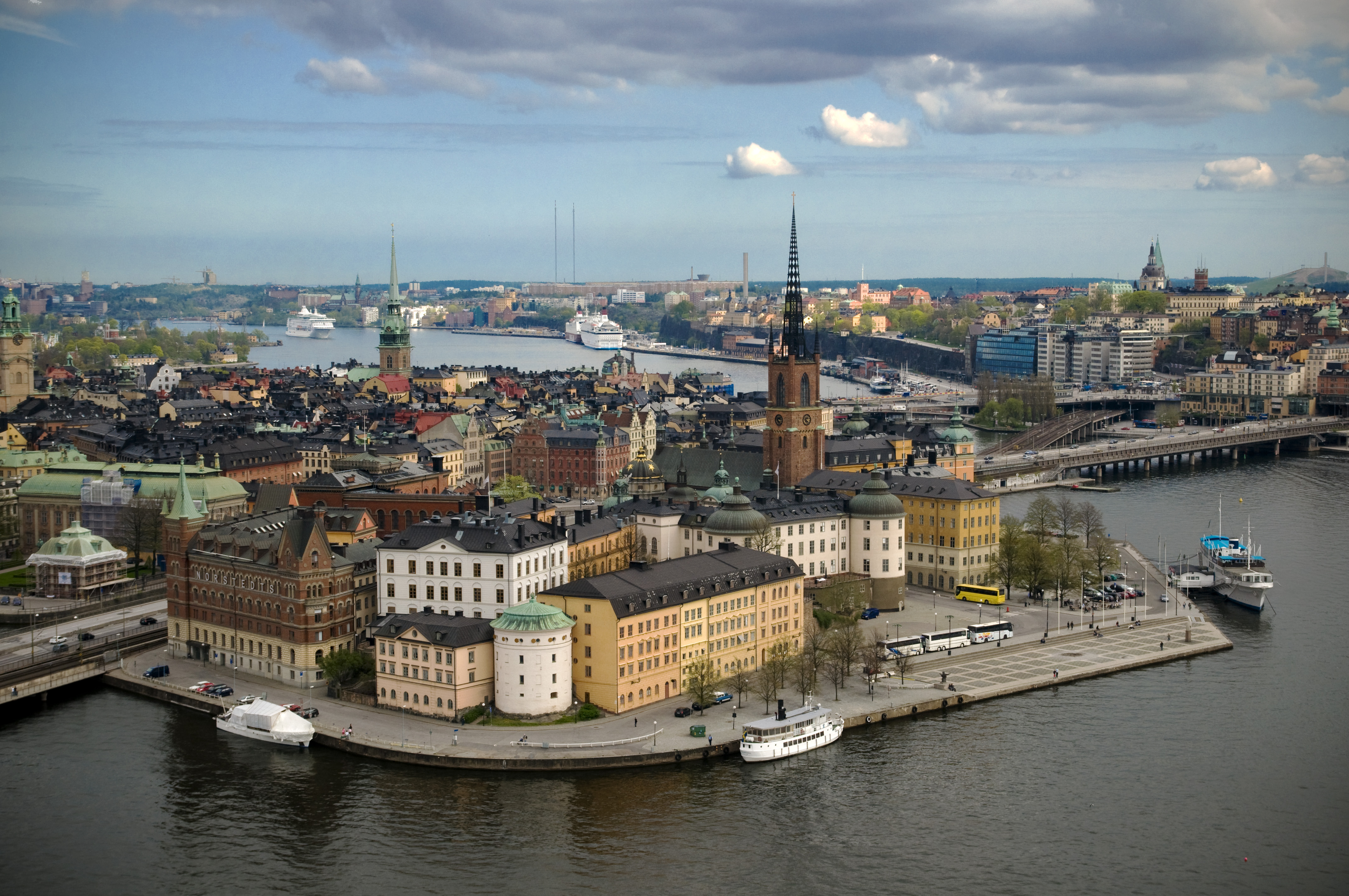
Riddarholmen och Gamla stan.

Hornsbergs strand och Söderstaden.

### Arkitektur

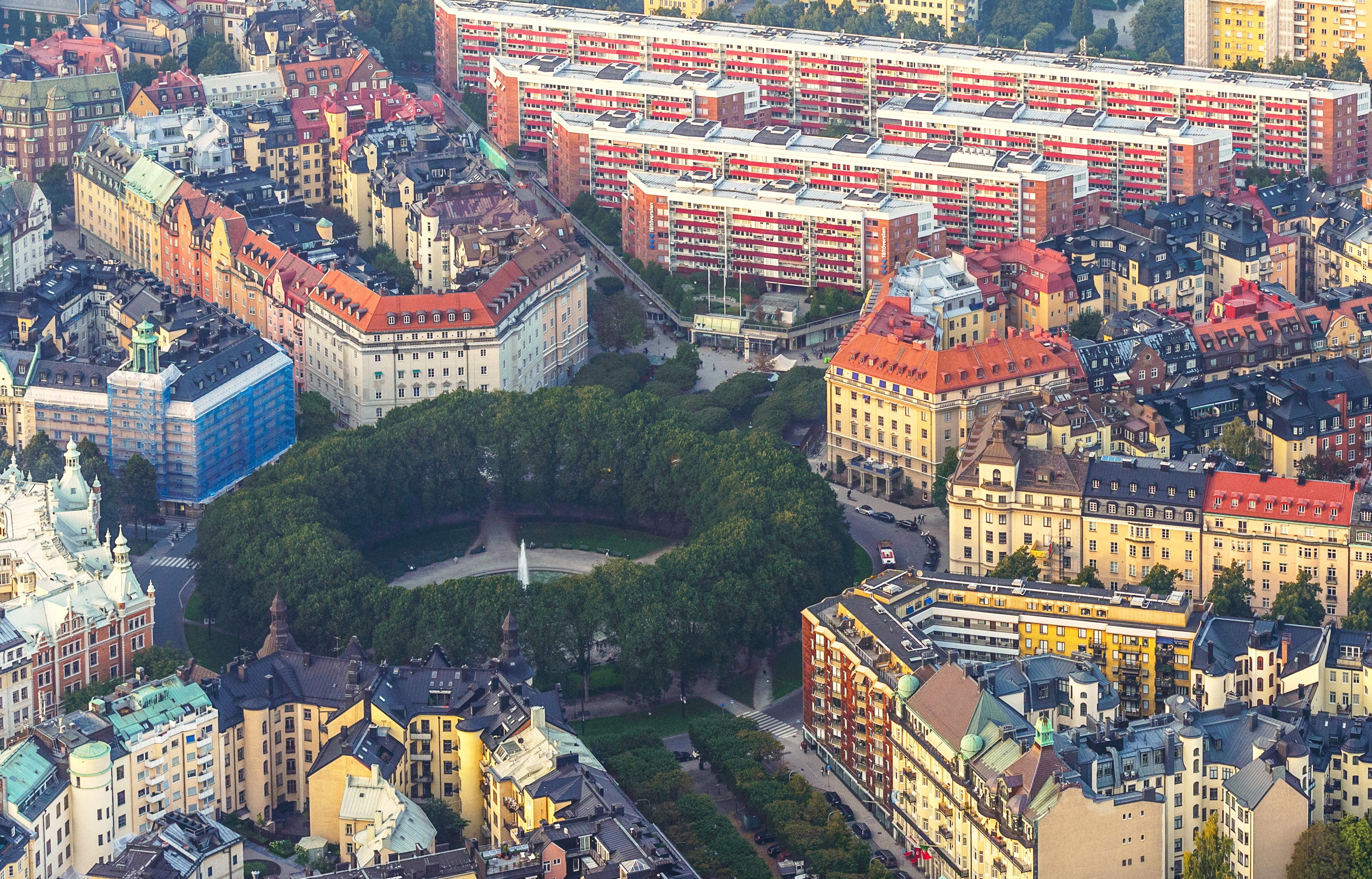
Karlaplan på Östermalm.

En av de äldsta bevarade byggnaderna i Stockholms innerstad är Riddarholmskyrkan från slutet av 1200-talet.. Den äldsta byggnaden i Stockholms kommun är Bromma kyrka som uppfördes på 1160-talet. Det medeltida slottet Tre Kronor förstördes i slottsbranden 1697. Det nuvarande Stockholms slott uppfördes i en blandning av romerskt palatsbarock och franskt renässans, det stod färdigt omkring 1750.. Storkyrkan, som är domkyrka i Stockholms stift, ligger bredvid slottet och uppfördes ursprungligen på 1200-talet men har en barockexteriör från 1700-talet.
Redan på 1400-talet började staden växa utanför sina ursprungliga gränser, det vill säga Gamla stan. Under stormaktstiden utvecklades Stockholm som en huvudstad av europeisk betydelse och 1600-talet var en period av enorm befolkningsexpansion och byggverksamhet. Vid 1600-talets mitt efterträddes renässansens stilriktning av franskt och italienskt smak. Under Gustav III:s regeringstid fick Stockholm en tid av kulturellt inriktad byggverksamhet. Gustav III lät bygga bland annat Gustavianska operahuset (Gustav III:s opera) vid Gustav Adolfs torg.
Under 1800-talet och industrialiseringen växte staden snabbt, med planering och arkitektur inspirerad av städer som Sankt Petersburg, Berlin och Wien. En intensiv byggboom präglade 1800-talets senare hälft. Under denna period fram till 1910 uppstod även många monumentala offentliga byggnader, så som Stockholms centralstation (1871), Kungliga biblioteket (1878), och Dramaten (1908). Den troligtvis mest kända byggnaden i staden, Stockholms stadshus skapades 1911–1923 av arkitekten Ragnar Östberg. Andra välkända arkitektoniska verk från denna tid är Stockholms stadsbibliotek och Skogskyrkogården, båda med Gunnar Asplund som arkitekt (för Skogskyrkogården även Sigurd Lewerentz).

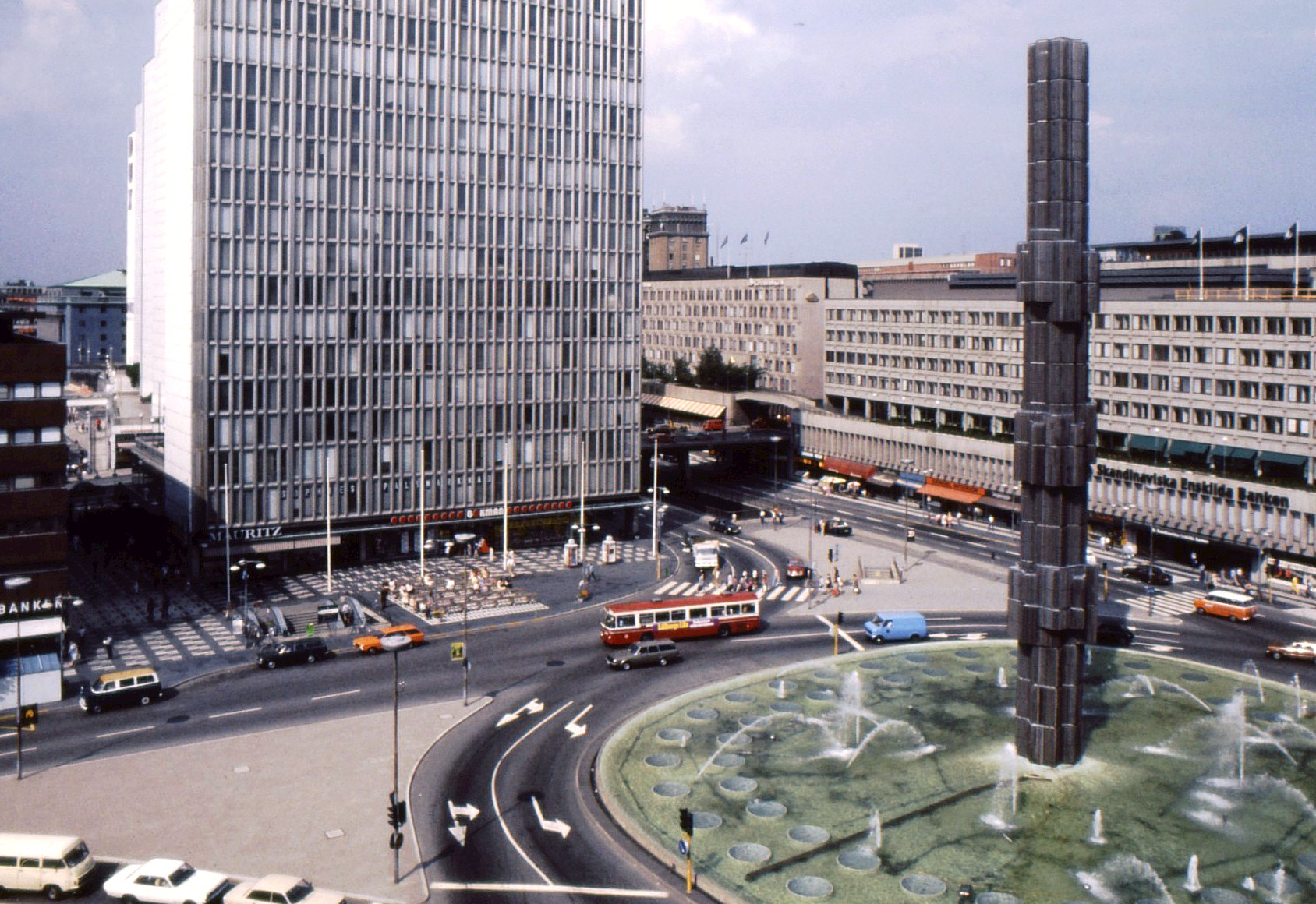
Sergels torg med Hötorgsskraporna.

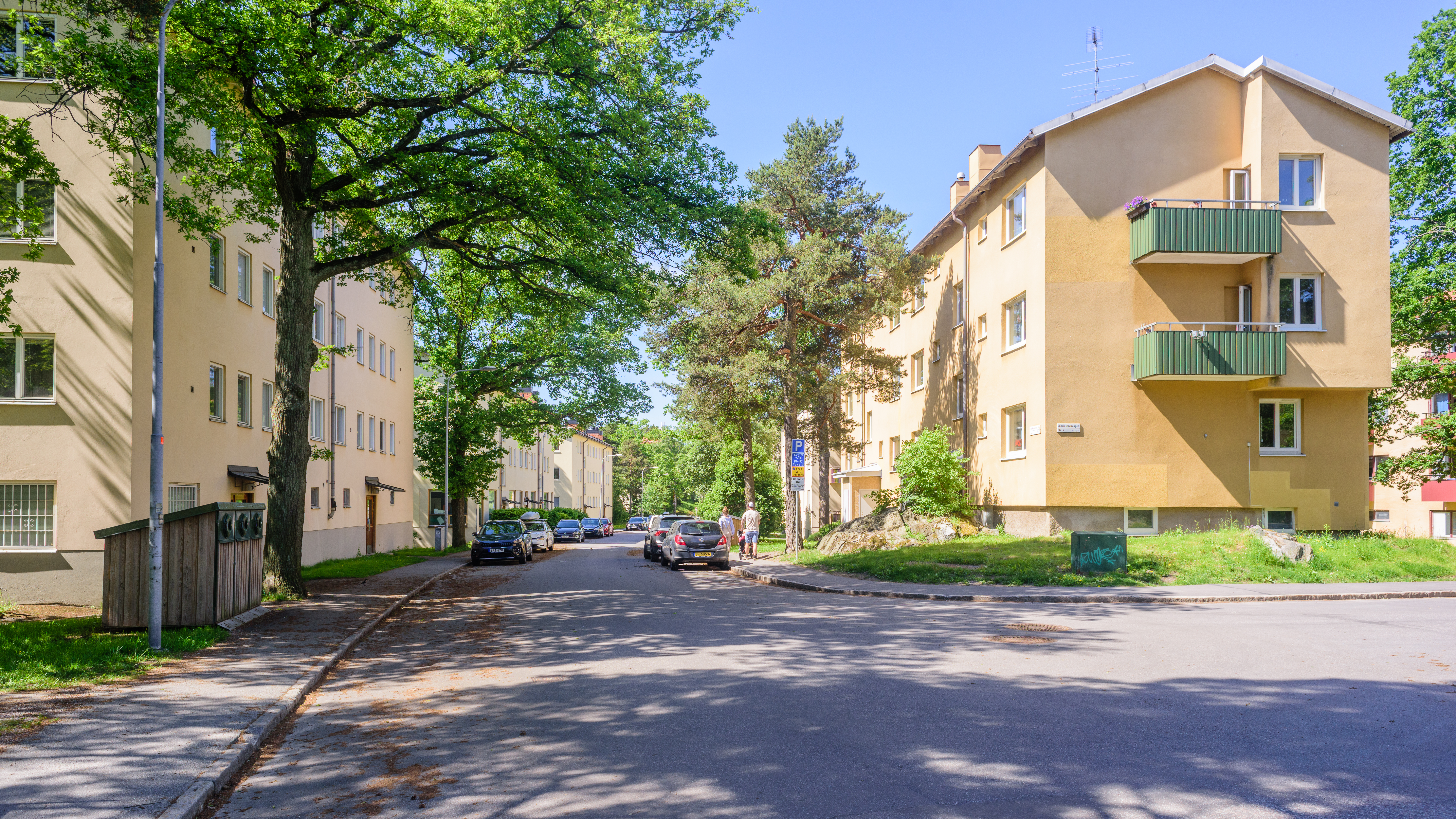
Hammarbyhöjden.

Under 1930-talets funktionalistiska utveckling, som hade fått sitt genombrott i Sverige i samband med Stockholmsutställningen 1930, växte staden och stadsdelar som Hammarbyhöjden, Traneberg och Gärdet fram och modern infrastruktur skapades.
Efter andra världskriget stod utvecklandet av förorterna inför en ny fas i samband med införandet av Stockholms tunnelbana. Moderna projekt som Årsta, Vällingby med Vällingby centrum och Farsta uppstod, speciellt Vällingby uppmärksammades internationellt. Även innerstaden (Nedre Norrmalm) omformades, Sergels Torg och Hötorgscity skapades under 1950- och 1960-talen efter långa och engagerade diskussioner. Omdaningen blev bekant under namnet Norrmalmsregleringen.
Under 1960-talet fortsatte utbyggnaden i förorterna med massproducerade bostäder i stor skala i samband med det så kallade miljonprogrammet, som innebar att det skulle byggas en miljon bostäder på tio år i landet, de flesta i Stockholm. Nya bostadsområden som Tensta, Rinkeby och Skärholmen byggdes i snabb takt på ett industriellt sätt.
Med 1970-talets nya bostadsområden blev "tätt och lågt" och helst bilfri en förhärskande idé. Första kvartersstaden efter denna princip blev Kista (1975–1980) i norra Stockholm, följd av Skarpnäcks gård i södra Stockholm samt Dalen och Södra stationsområdet. 2000-talet inleddes med många nya stadsutvecklingsprojekt. Man räknar med ett behov av 80 000 nya bostäder fram till 2030. Bland dessa kan nämnas Lindhagen på Kungsholmen, Liljeholmskajen på Liljeholmen, Norra Djurgårdsstaden i Hjorthagen och Norra stationsområdet.
Parallellt med byggande av bostäder, industrier och parker så har under årens lopp för försvaret av Stockholm anlagts olika försvarsanläggningar. Dessa har bestått av både fasta försvarsanläggningar som Stockholms stadsmurar och anläggningar för stadens militära försvarare och deras utrusning, inklusive övningsfält, som Slottet Tre kronor, Skeppsholmen, Ladugårdsgärde samt kaserner och andra byggnader för Stockholms garnison.

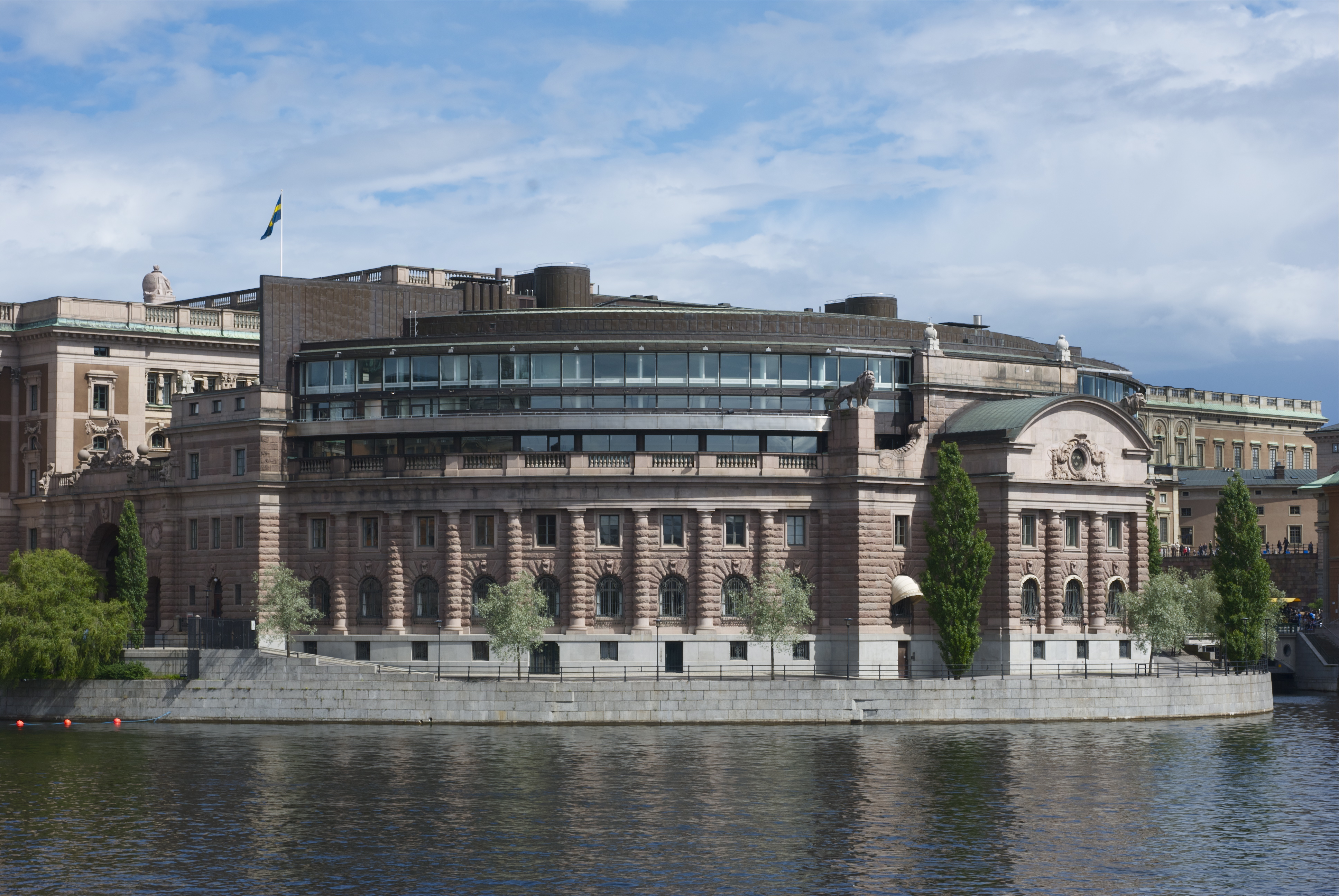
Riksdagshuset.

### Förvaltningsbyggnader
Stockholm är förvaltningscentrum för riket, länet, regionen och kommunen och här finns de centrala byggnaderna för kungahuset, regeringen, riksdagen, länsstyrelsen, regionen, kommunen och centralförvaltningarna.
I Gamla stan ligger Stockholms slott och Högsta domstolen i Bondeska palatset samt Tessinska palatset, residens för landshövdingen i Stockholms län. På Helgeandsholmen finns riksdagshuset. På södra Norrmalm återfinns regeringens departement med Rosenbad, säte för regeringen och statsministern, vid Strömgatan. Statsministerns tjänstebostad, Sagerska palatset, ligger strax öster om Rosenbad. I Stockholm finns även ledningen för Region Stockholm i Landstingshuset på Kungsholmen och för Länsstyrelsen i Stockholms län i  Kungshuset vid Kungsgatan. 
Stockholms politiska ledning finns sedan 1863 i Stockholms stadsfullmäktige eller kommunfullmäktige. Fullmäktige sammanträder var tredje vecka i Rådssalen i Stockholms stadshus.

### Gatu- och kvartersnamn

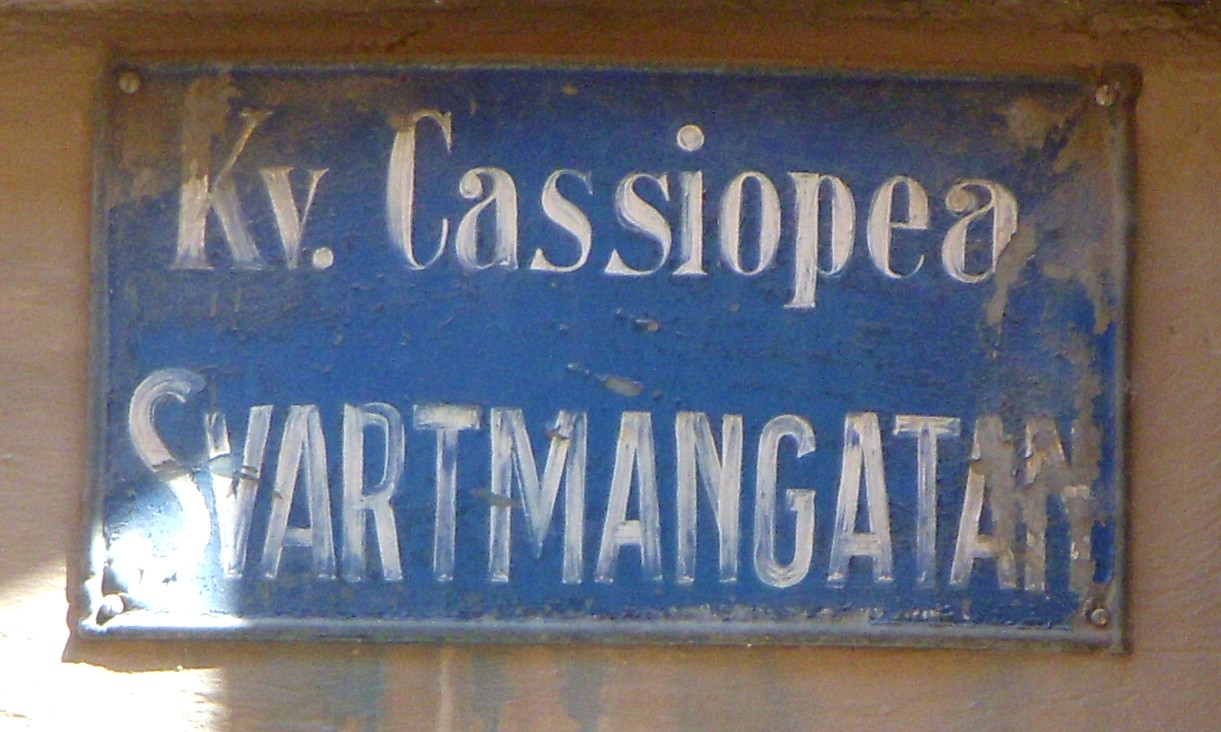
Sällsynt äldre handmålad gatuskylt vid Svartmangatan i Gamla stan. Överst står kvartersbeteckningen.

Gaturegleringen i Stockholm började 1637 på Norrmalm, väster om Brunkebergsåsen, för att staka ut Stoore Konnungz gatun (senare Drottninggatan som var huvudfärdvägen norrut). Öster om Brunkebergsåsen anlades Regerings gathon (senare Regeringsgatan) som blev den andra huvudfärdvägen norrut. Fram till början av 1700-talet fanns en stor oordning i Stockholms gatunamn. Med Petrus Tillaeus Stockholmskarta General Charta Öfver Stockholm med Malmare från 1733 kom ordning och viss stabilitet i namnskicket. Stadens genom tiden största namnrevision var namnrevisionen i Stockholm 1885, där ett stort antal gator och torg bytte namn. Bakgrunden till den var den omfattande gatureglering enligt Lindhagenplanen. Den person som praktiskt genomförde regleringen var stadsingenjören Herman Ygberg.
Stockholms kvartersnamn går tillbaka till kvartersindelning i samband med de första stadsplaneringarna i staden på 1650-talet. Under den tiden lades ett rätvinkligt rutnät av gator och kvarter över staden. Initiativtagare var Clas Fleming. Vid tiden kring 1600-talets slut bestämdes även ett enhetligt system med namn, så kallade kategorinamn. För Gamla stan innebar detta att ett 90-tal namn (på latin) från den grekiska och romerska mytologin användes som kvartersnamn. Dessa namn var "konstruerade" kvartersbeteckningar och berättar inget om Gamla stans historia, till skillnad från kvartersnamnen på Malmarna som berättar mer om Stockholms utveckling. Kvartersbeteckningar har sedan dess och fram till vår tid använts som sökbegrepp i fastighetsregister och som fastighetsidentifikationen i samband med till exempel fastighetsdeklaration och fastighetsskatt eller med bygglovsärenden. I Storstockholm finns idag över 6 500 kvartersnamn och inom tullarna runt 1 200.

## Ekonomi och infrastruktur

### Näringsliv

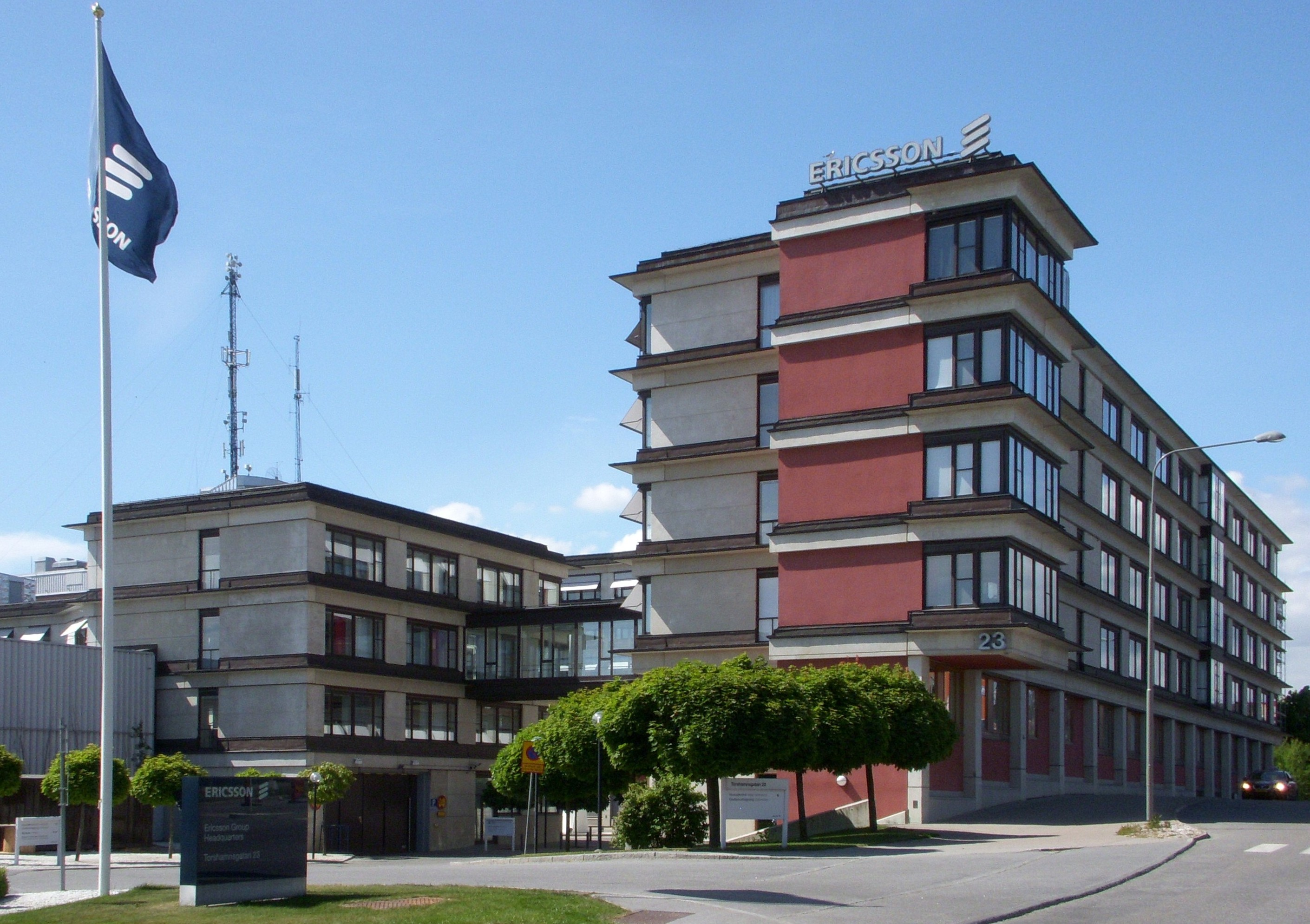
Ericssons huvudkontor i Kista.

Näringslivet i Stockholm har ett  differentierat arbetsutbud och produktionen domineras starkt av tjänster. Tjänste- och servicesektorn motsvarar omkring 85 procent av alla arbetstillfällen i Stockholm. Många av det svenska näringslivets största företag har sitt huvudkontor förlagt till Stockholmsregionen. IT-branschen sysselsatte år 2009 cirka 67 600 anställda i Stockholms län inom cirka 7 100 IT-företag och programmerare var 2015 regionens vanligaste yrke. Ericsson, Nokia, Telia Company och IBM är exempel på stora bolag inom data- och telekommunikationsbranschen i Stockholmsområdet, koncentrerade till främst Kista. Nya mindre företag inom databranschen etableras kontinuerligt.
Stockholm är Sveriges finansiella centrum och i Stockholmsområdet har de flesta svenska banker och finansinstitut sina huvudkontor, liksom Sveriges ledande försäkringsbolag . I Stockholm finns också Sveriges huvudsakliga börs, Stockholmsbörsen. Omkring 45 procent av Sveriges företag med mer än 200 anställda fanns 2007 i Stockholm.
Besöksnäringen är ökande. Mellan 1991 och 2004 ökade antalet övernattningar från 4 till 7,7 miljoner. Stockholm är ockeå en populär kongresstad. Enligt International Congress and Convention Association (ICCA) var Stockholm 2008 åtta på världsrankingen. Då hölls nära 150 kongresser i staden vilket genererade omkring 260 000 övernattningar. Kongressanläggningar finns vid Stockholmsmässan i Älvsjö, Kistamässan i Kista och Stockholm Waterfront Congress Centre i city. Enligt Stockholms stads ”Visitors Board” finns bland stadens ”topp 10-sevärdheter" Gamla stan, Stockholms slott, Vasamuseet, Stockholms stadshus, Moderna museet och Skansen.
Varuhus och köpcentrum i Stockholm finns dels i city och dels i ett antal förortscentra kring Stockholm, som de större Vällingby centrum, Farsta centrum, Skärholmens centrum och Kista centrum.

### Kommunikationer

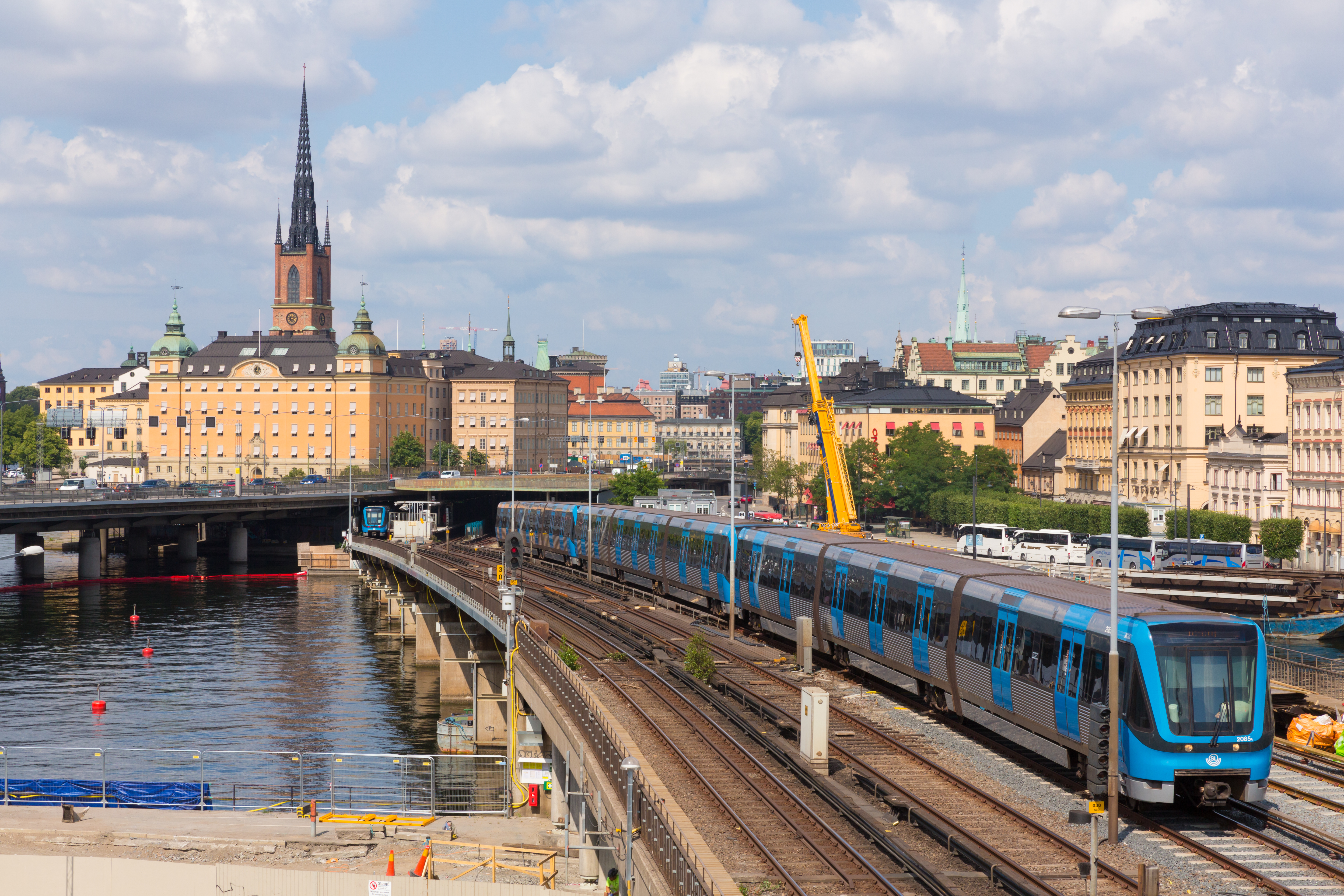
Tunnelbanetåg över Söderström.

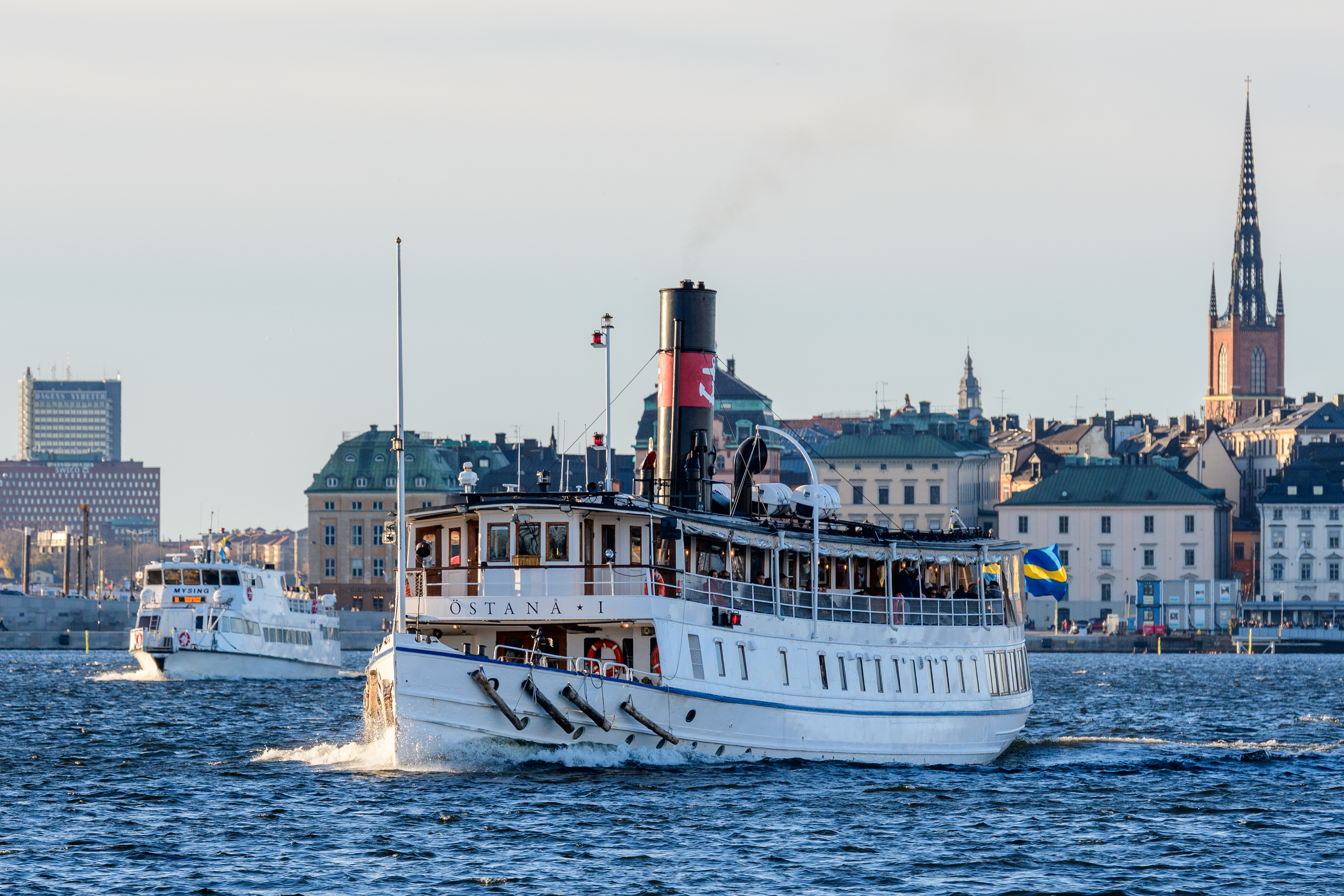
Den historiska skärgårdsbåten utanför Gamla stan med i bakgrunden.

Sjöfart i Stockholm har varit en del av staden alltsedan dess grundande som hamnstad och varit en utgångspunkt för kommunikation med orter i Mälardalen, Stockholms skärgård och runt Östersjön. Trafiken via Munkbron, Skeppsbron, Stadsgårdshamnen och Stockholms frihamn har avvecklats/minskat under 1900-talet och efter öppnandet av en uthamn, Stockholm Norvik Hamn vid Nynäshamn 2020 utgörs sjöfarten i Stockholm främst av passageratrafik. Regelbunden kryssningstrafik går främst till Finland med terminaler i Värtahamnen och i  Tegelviken vid östra Södermalm, dessutom anlöper flera hundra turistkryssningsfartyg årligen till staden. Passagerartrafik inom Stockholm och till skärgården och in i Mälaren genomförs dels av privata aktörer och dels som kollektivtrafik, med främst Waxholmsbolaget och SL som trafikhuvudmän.  
Vägtrafiken i Stockholm har präglats av lösningar för att ta sig över Mälaren/Saltsjön. Ända fram till 1934 var den enda möjligheten att ta sig över Slussen och Norrbro. Med Västerbron (och Liljeholmsbron) kunde sedan trafiken ta sig mer direkt över Riddarfjärden. 1966 öppnades Essingeleden i ett än mer västligt snitt som kraftigt ökade trafikkapaciteten. Ytterligare en förbindelse, Förbifart Stockholm är planerad att öppnas 2030 och den går än mer västlig  och under mark och Mälaren i tunnel. Att leda trafik under mark har kännetecknat trafiklösningar under 2000-talet med Södra länken 2004 och Norra länkens två delsträckor 1991 respektive 2014. Under 2000-talet har det skett en satsning för att underlätta cykeltrafik i de mer centrala delarna, samtidigt som restriktioner införts för biltrafik i innerstaden.
Järnväg i Stockholm har Stockholms Central som huvudstation, som sedan 2017 har en parallell underjordisk station, Stockholm City, som enbart används för pendeltågstrafiken. Stockholms Central är landets största järnvägsknutpunkt. Härifrån utgår persontågen på Ostkustbanan, Mälarbanan, Västra stambanan, Södra stambanan  och Svealandsbanan. De två mindre järnvägarna Roslagsbanan och Saltsjöbanan trafikeras av lokaltåg. De utgår från Stockholms östra respektive Slussen.
Stommen för kollektivtrafik i Stockholm utgörs av Stockholms tunnelbana som ombesörjer nära 500 miljoner resor per år. Stockholms pendeltåg och trafiken på Roslagsbanan och Saltsjöbanan har omkring 150 miljoner resor per år och betjänar främst invånare i kommunerna omkring Stockholms kommun. Fyra spårvägslinjer finns i Stockholm, två mindre, Nockebybanan och Spårväg City, en längre, Tvärbanan, samt Lidingöbanan som från Lidingö ansluter till tunnelbanan i Ropsten. Ett utbrett linjenät för bussar finns för trafik både inom kommunen och inom hela länet. Viss båttrafik i Stockholm ses som en del av kollektivtrafiken och trafiken ombesörjs av dels SL på stadsnära linjer och Waxholmsbolaget i Stockholms skärgård. 
Flygtrafik till och från Stockholm sker främst via den internationella flygplatsen Arlanda belägen cirka 45 kilometer norr om Stockholms city som betjänas av Arlandabanan. Den äldre Stockholm-Bromma flygplats, som ligger inom Stockholms kommun i Bromma, har visst inrikesflyg och privatflyg. Majoriteten i stockholms stadsfullmäktige uttalade i november 2022 en plan för att avveckla flygfältet.

### Teknisk infrastruktur

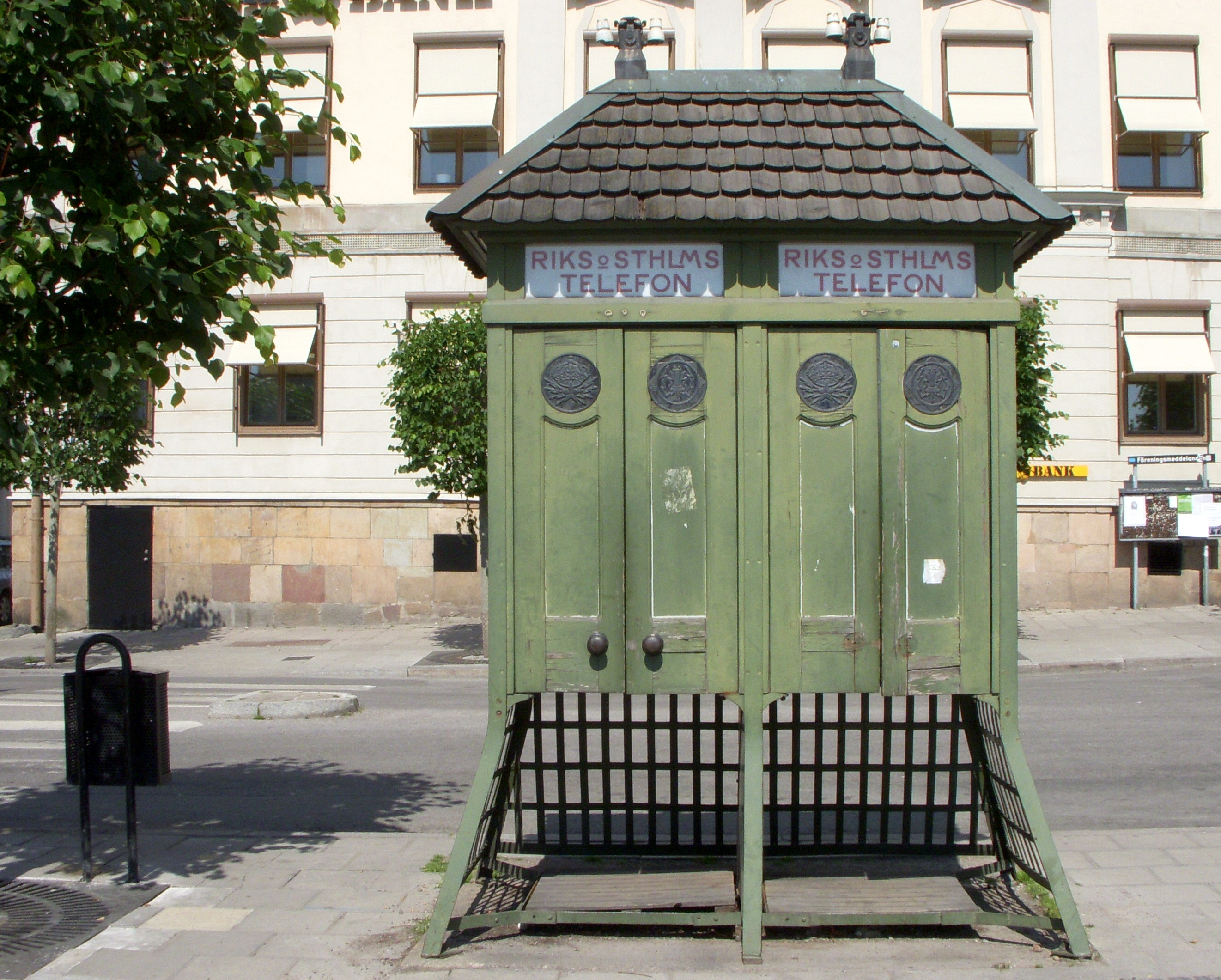
Telefonkiosk.

Från andra hälten av 1800-talet byggdes olika anläggningar upp för att ge de boende  tillgång till olika tjänster ofta genom ledningar  förbunda med bostaden. 
Vatten och avlopp gav kraftigt förbättrad hygien, levnadskvalité  och hälsa. Norsborgs vattenverk och Lovö vattenverk, invigda 1904 respektive 1933, förser Stockholm och omgivning med dricksvatten från Mälaren. För avloppsloppsrening är Henriksdals reningsverk det största. 
Stadsgas började användas redan på 1850-talet för att förse gaslyktor i staden med bränsle och senare användes de även till gaspannor och gasspisar i hemmen. Gasnätet har dock från slutet av 1900-talet avvecklats. Elektricitet för belysning utomhus har funnits sedan 1877 och har sedan blivit en basal infrastruktur för staden och dess boende, och ersatt den gasanvändning som funnits. I staden har funnits egna kraftverk för el, som Värtaverket, men sedan länge köps el in från annat håll och all produktion inom staden har upphört under 2010-talet. Telefoni introducerades i slutet av 1800-talet och innebar till slutet av 1990-talet behov av egna ledningar. 
Fjärrvärme och fjärrkyla introducerades 1953 respektive 1992 och har använts för uppvärmning till hus som inte behöver egen panna. I Stockholm finns flera sådan producenter. Renhållning och sophämtning i Stockholm tar hand om hushållssopor, som till största del eldas upp i två sopförbränninganläggningar; Högdalenverket och Uppsala Block 5 och omvandlas där till fjärrvärme.

### Utbildning

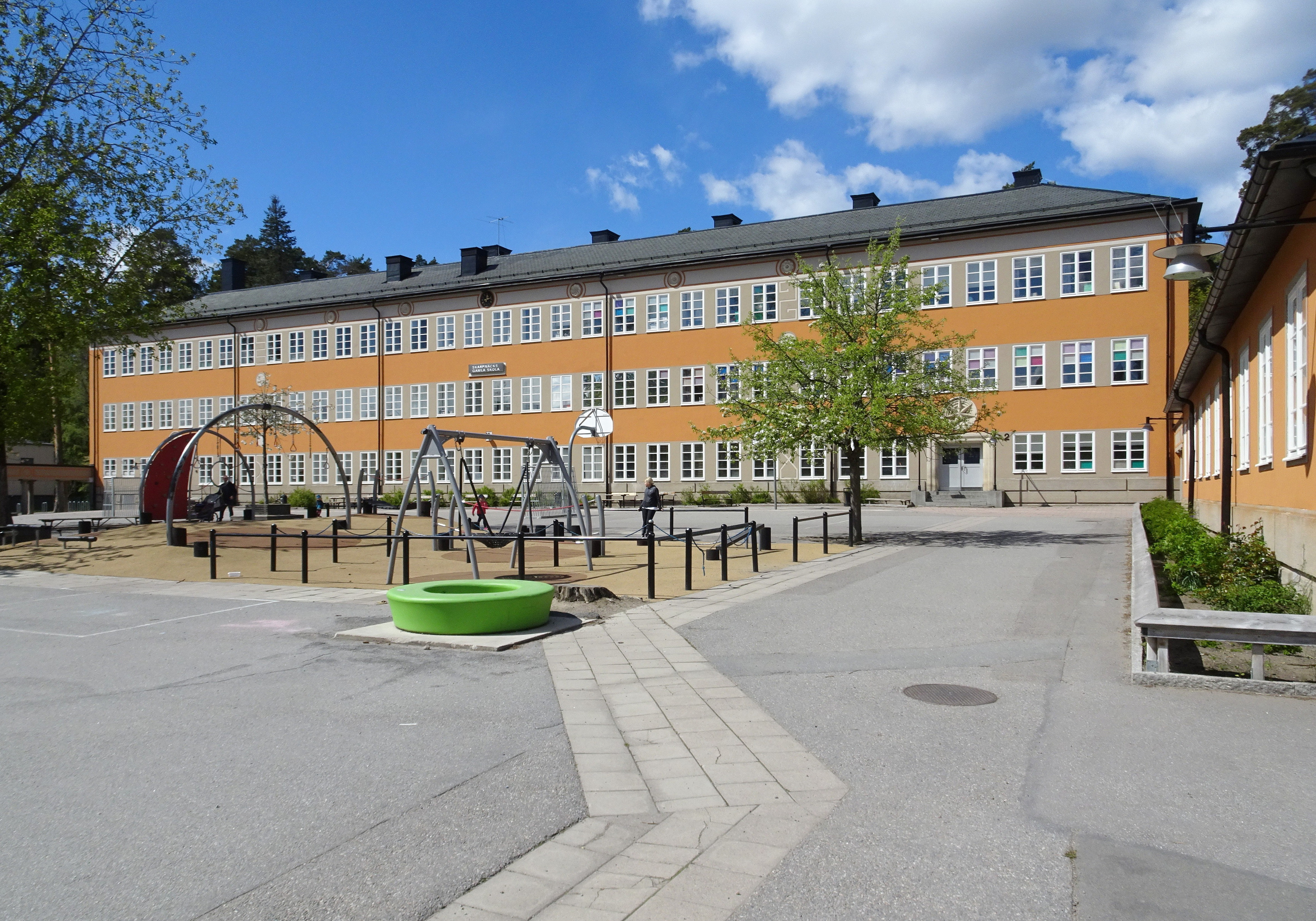
Skarpnäcks gamla skola.

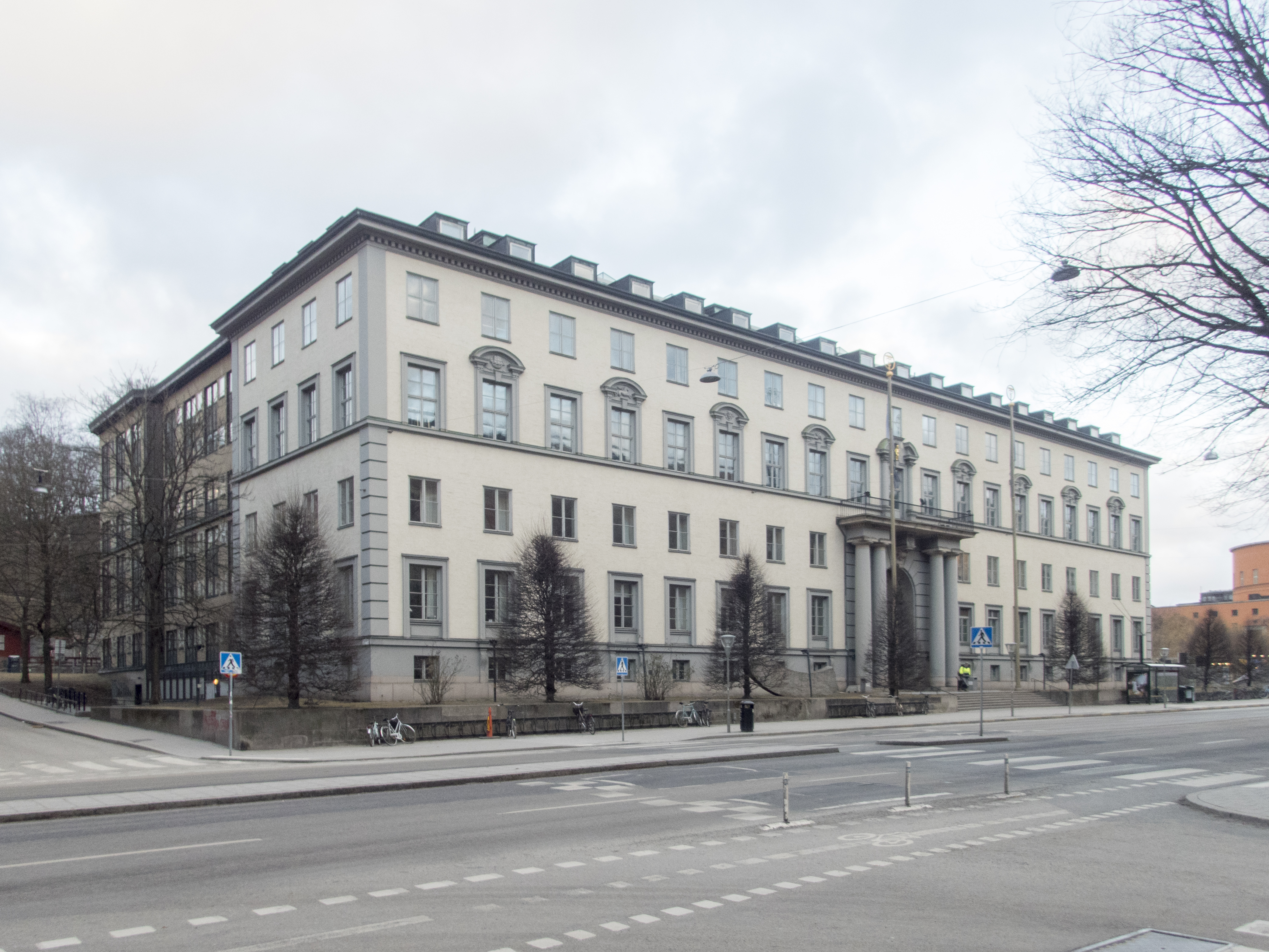
Handelshögskolan.

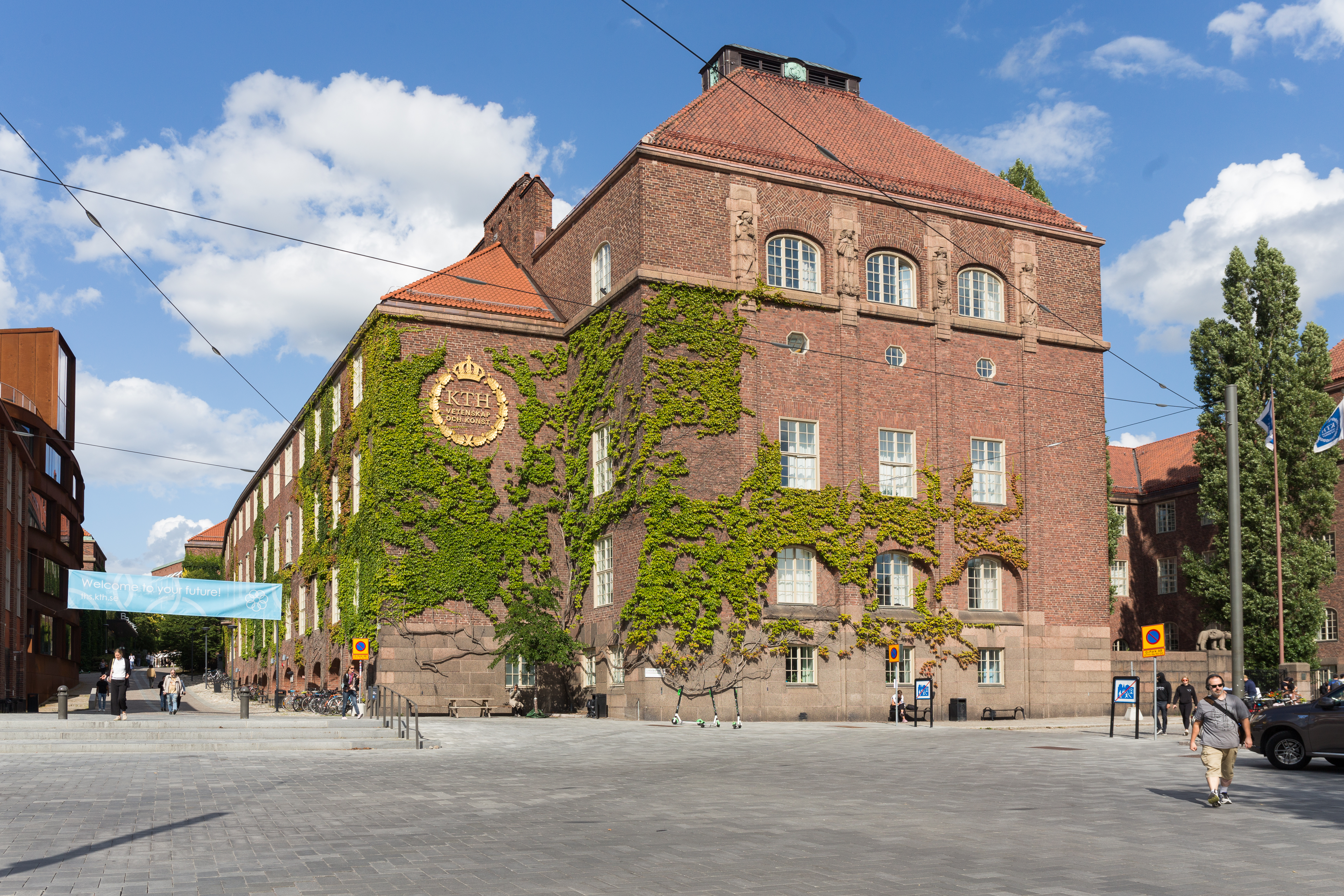
Kungliga Tekniska högskolan.

Utbildningen i Stockholm började med medeltidens klosterskolor. I Stockholm fanns två klosterskolor; vid franciskanernas Gråbrödrakloster på Riddarholmen och vid dominikanernas Svartbrödraklostret vid Svartmangatan.
En tidig skolform var trivialskolor ("lägre" lärdomsskolor och latinskolor som meddelade undervisning). En av dem var Nicolai skola som är dokumenterad sedan 1315 men tros ha funnits från slutet av 1200-talet och anses vara stadens äldsta skola utöver klosterskolorna. Collegium regium Stockholmense var en tidig högskola, som bildades av kung Johan III år 1576 i Stockholm men flyttades 1593 till Uppsala universitet.
Under 1700-talet grundades flera högskolor och akademier, som Kungliga Akademien för de fria konsterna (1735), Kungliga Vetenskapsakademien (1739), Kungliga musikhögskolan (1771), Dramatens elevskola (1787) och Militärhögskolan Karlberg (1792). I enlighet med Alfred Nobels testamente utdelas sedan 1901 Nobelprisen i fysik och kemi av Kungliga Vetenskapsakademien.
Sofia folkskola på Södermalm invigdes 1818 och var den första folkskola som byggdes på stadens initiativ. Redan innan den allmänna skolplikten infördes 1842 fanns redan ett fyrtiotal offentliga skolor, där barn från både arbetar- och medelklass fick sin (frivilliga) undervisning.
Den sexåriga skolplikten introducerades 1882 och då kom skolhusbyggen igång på allvar. Flera stora "folkskolepalats" uppfördes runtom i staden, bland dem Katarina södra skola (1888), Matteusskolan (1902), Kungsholmens realskola (1908), Blommensbergsskolan (1890-1920) och Sofia skola (1910). Runt sekelskiftet 1900 fanns 36 000 skolpliktiga barn i Stockholm, av dem gick 75 procent i folkskolor medan cirka 6 000 barn från välsituerade hem fick privatundervisning. En ärevördig skola är Handelshögskolan i Stockholm som grundades 1909 på initiativ av det svenska näringslivet, och är därmed Sveriges äldsta handelshögskola.
På 1930- 1940- och 1950-talen uppfördes många moderna "läroverk", som Södermalmsskolan (1935–1936), Zinkensdammsskolan (1936), Polhemsgymnasiet (1938), Statens normalskola (1949) och Åsö gymnasium (1950). Ofta var det för tiden välkända arkitekter som ritade de nya skolbyggnaderna i modernismens formideal, bland dem Paul Hedqvist, David Dahl, Nils Ahrbom och kollegan Helge Zimdahl.
Stadens största utbildningsplats är Stockholms universitet. Den centrala verksamhet flyttade under 1970-talet från Stockholms innerstad till Frescati, men redan si slutet av 1960-talet började universitetets campusområde anläggas. 2009 hade universitetet över 27 400 studerande.
Förutom Stockholms universitet ligger i Stockholm två av Sveriges största universitet; Karolinska institutet (medicin) och Kungliga Tekniska högskolan (teknik och naturvetenskap). I staden finns dessutom en lång rad högskolor, bland dem Beckmans Designhögskola, Dans- och cirkushögskolan, Dramatiska Institutet, Försvarshögskolan, Gymnastik- och idrottshögskolan, Kungliga Konsthögskolan, Konstfack, Kungliga Musikhögskolan, Röda Korsets högskola, Södertörns högskola, Teaterhögskolan och Teologiska högskolan.
Kista är sedan 1980-talet känt som Sveriges största centrum för informationsteknologi. I Campus Kista finns filialer till Kungliga Tekniska högskolan och Stockholms universitet med cirka 5 000 studenter. Kista Science City med Kista Science Tower har den högsta koncentrationen av forskare inom informationsteknologin i norra Europa. Här verkar över tusen forskare inom forskning och utveckling.
I Stockholm finns en rad internationellt erkända universitet. Kungliga Tekniska högskolan rankades som världens 33:e främsta universitet i kategorin Teknik och Ingenjörsvetenskap (rank 8 i Europa) i QS World University Rankings] 2014–2015. Karolinska Institutet kom på plats 8 i kategorin Medicin och Livsvetenskap (rank 3 i Europa) och Handelshögskolan på plats 70 (25 i Europa) i Samhällsvetenskap och Management. I rankingkriterierna ingår graden av internationalisering, vetenskapliga citat per fakultetsmedlem samt internationellt rykte.

## Befolkning
Antalet invånare i Stockholms kommun är strax under en miljon (2023), tätorten Stockholm har 1,6 miljoner (2022) och länet/Storstockholm 2,4 miljoner (2022). Kommunen hade en snabb befolkningstillväxt fram till 1960. Därefter har den största ökningen skett i närkommunerna, även om det återigen skett en ökning i Stockholms kommun efter 1990.
Huvudspråket i Stockholm liksom Sverige är svenska. En stor andel av befolkningen har kunskaper i engelska. De dialekter, sociolekter och etnolekter som talats i Stockholmsområdet, stockholmska, har skiftat kraftigt. Ekensnacket var utbrett under 1900-talet, och i dag är den så kallade förortssvenskan vanlig i vissa förorter.
Stockholm har en hög andel invandrare både från andra områden i Sverige och från utlandet. Andelen födda utomlands var 2020 över 25 %.

## Kultur och idrott

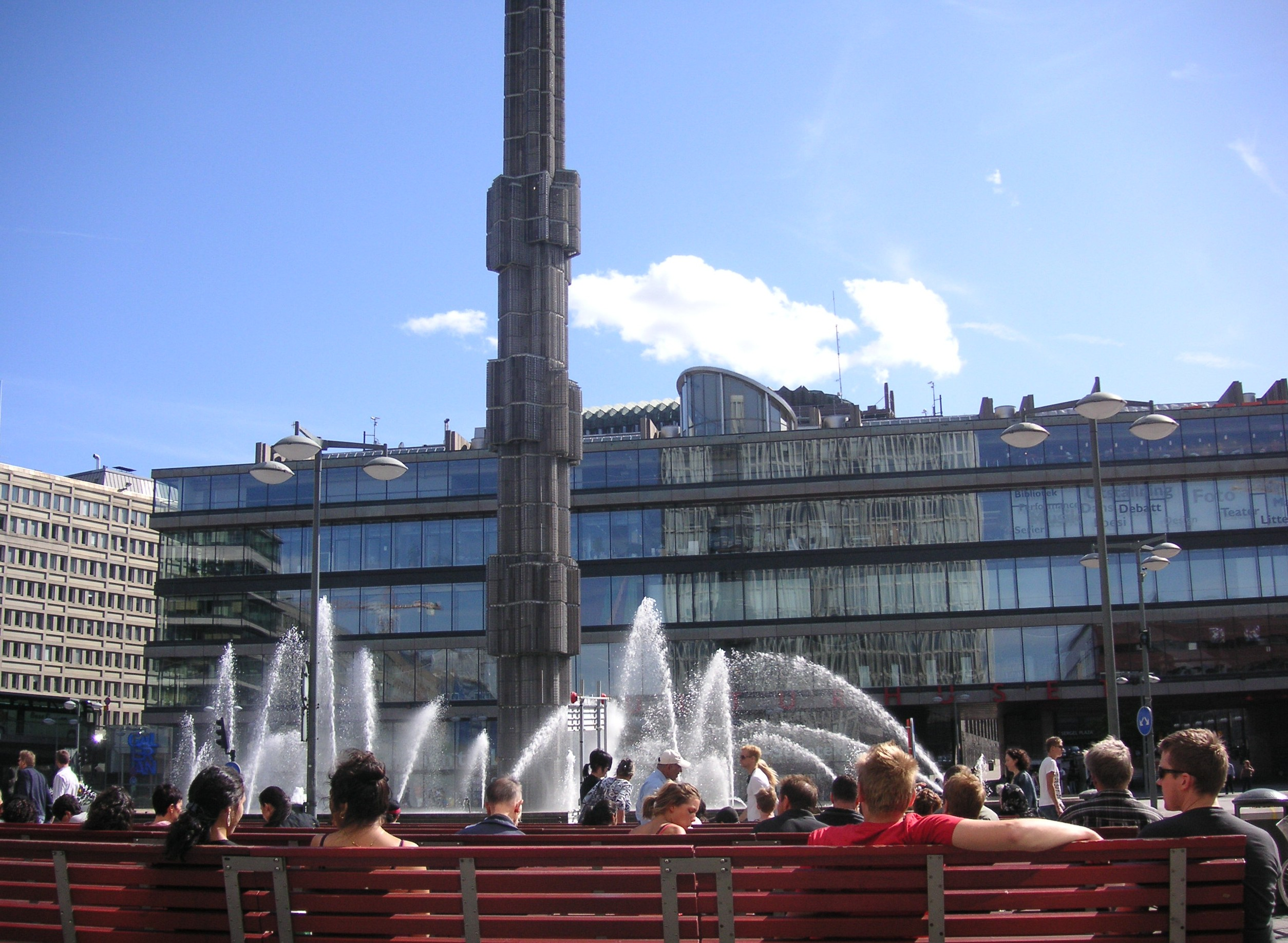
Kulturhuset och glasobelisken.

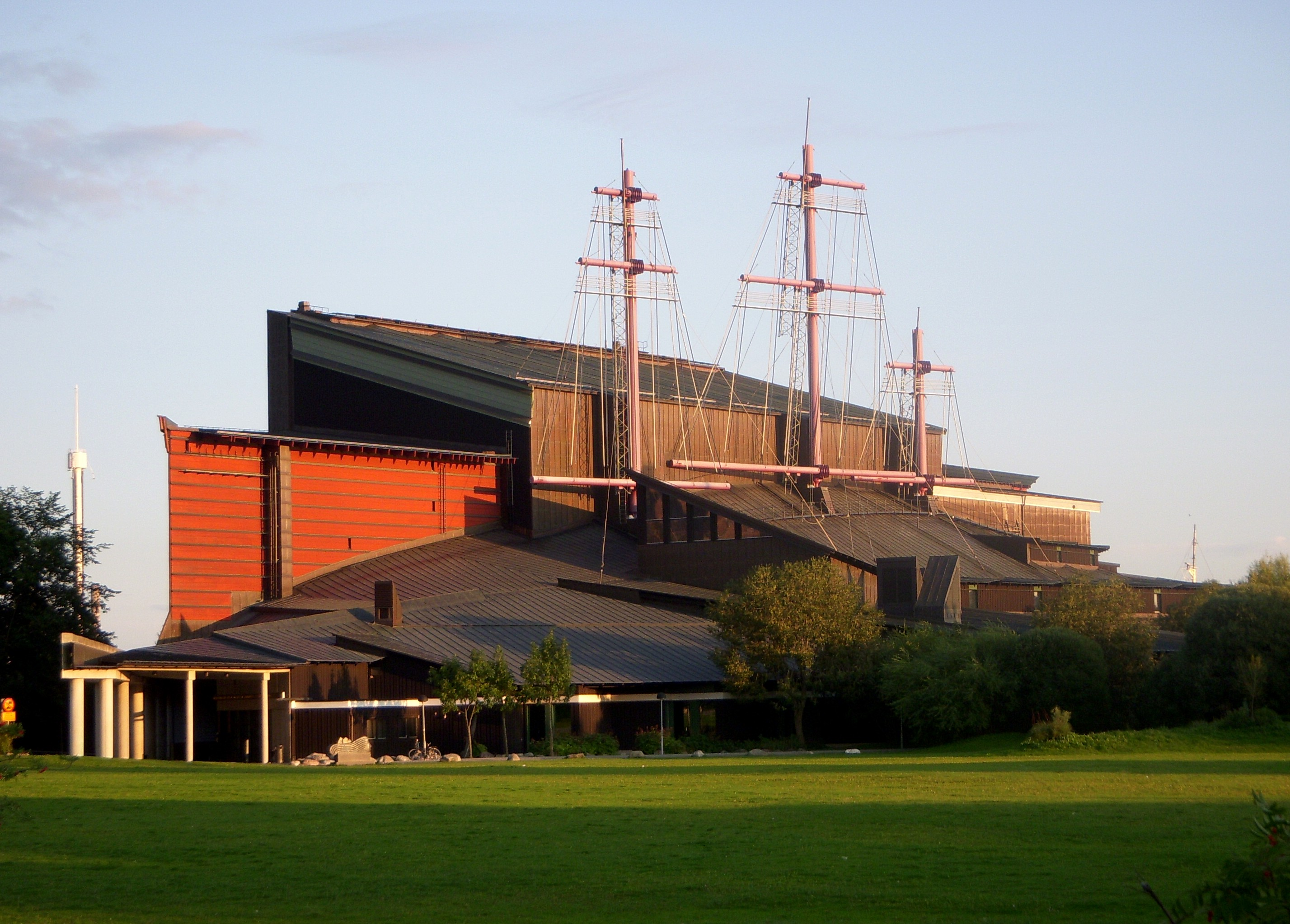
Vasamuseet.

Stockholm har som huvudstad många nationella kulturinstitutioner och museer. Kulturhuset på Sergels torg är stadens egen kulturinstitution. Stockholm är en av världens mest museitäta städer där museer som Vasamuseet är av världsklass. I kommunen finns ett av Unescos världsarv, Skogskyrkogården och världsarvet Drottningholms slott ligger just utanför. År 1998 var Stockholms kommun europeisk kulturhuvudstad. Årligen anordnas Stockholms Kulturfestival och Stockholm Pride under sommaren.

### Museer
Stockholm är en av världens mest museitäta städer, med omkring 70 museer, som besöks av nära 10 miljoner personer årligen.
De mest besökta museerna är Skansen och Vasamuseet på Södra Djurgården, båda med över 1 miljon besökare per år. Skansen är världens första friluftsmuseum, invigt 1891 av Arthur Hazelius. På Vasamuseet visas regalskeppet Vasa, världens enda bevarade 1600-talsgaleon. På Djurgården och platsen där Stockholmsutställningen 1930 ägde rum ligger ytterligare flera museer: Nordiska museet, Tekniska museet, Sjöhistoriska museet, Etnografiska museet, Biologiska museet, Polismuseet och Riksidrottsmuseet. På Skeppsholmen finns Moderna museet, Arkitektur- och designcentrum och Östasiatiska museet. Naturhistoriska riksmuseet, beläget i Frescati, i närheten av Stockholms universitet, är ett biologiskt och geologiskt museum.
Stockholm har flera framstående konstmuseer; däribland Moderna Museet och Nationalmuseum för modern respektive äldre konst i olika former. Bland Stockholms övriga konstmuseer brukar nämnas Millesgården (på Lidingö), Thielska galleriet, Prins Eugens Waldemarsudde och privata Bonniers porträttsamling. Även Nordiska museet förfogar över en större konstsamling med bland annat verk av August Strindberg.

### Litteratur och media

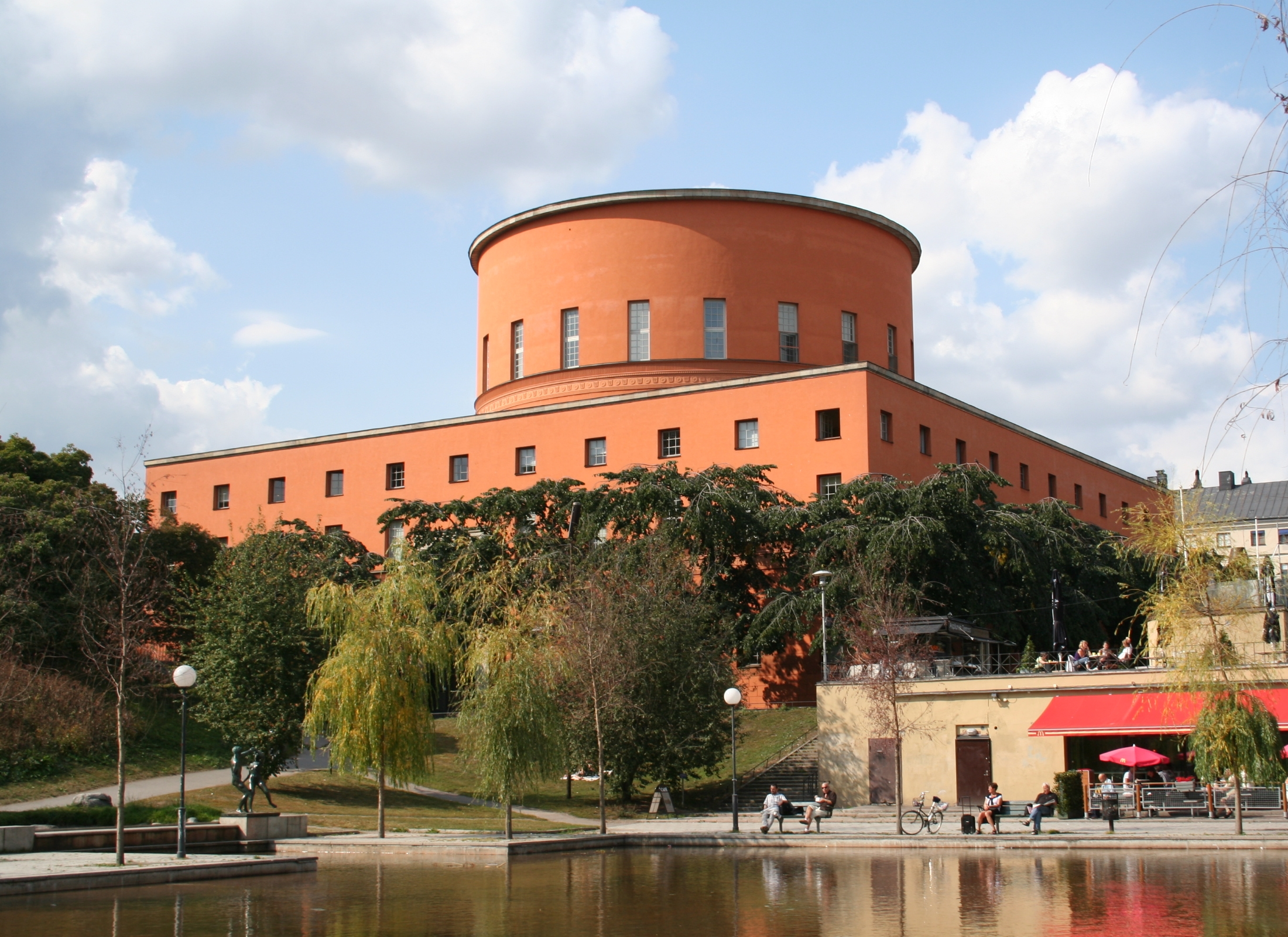
Stockholms stadsbibliotek.

### Musik

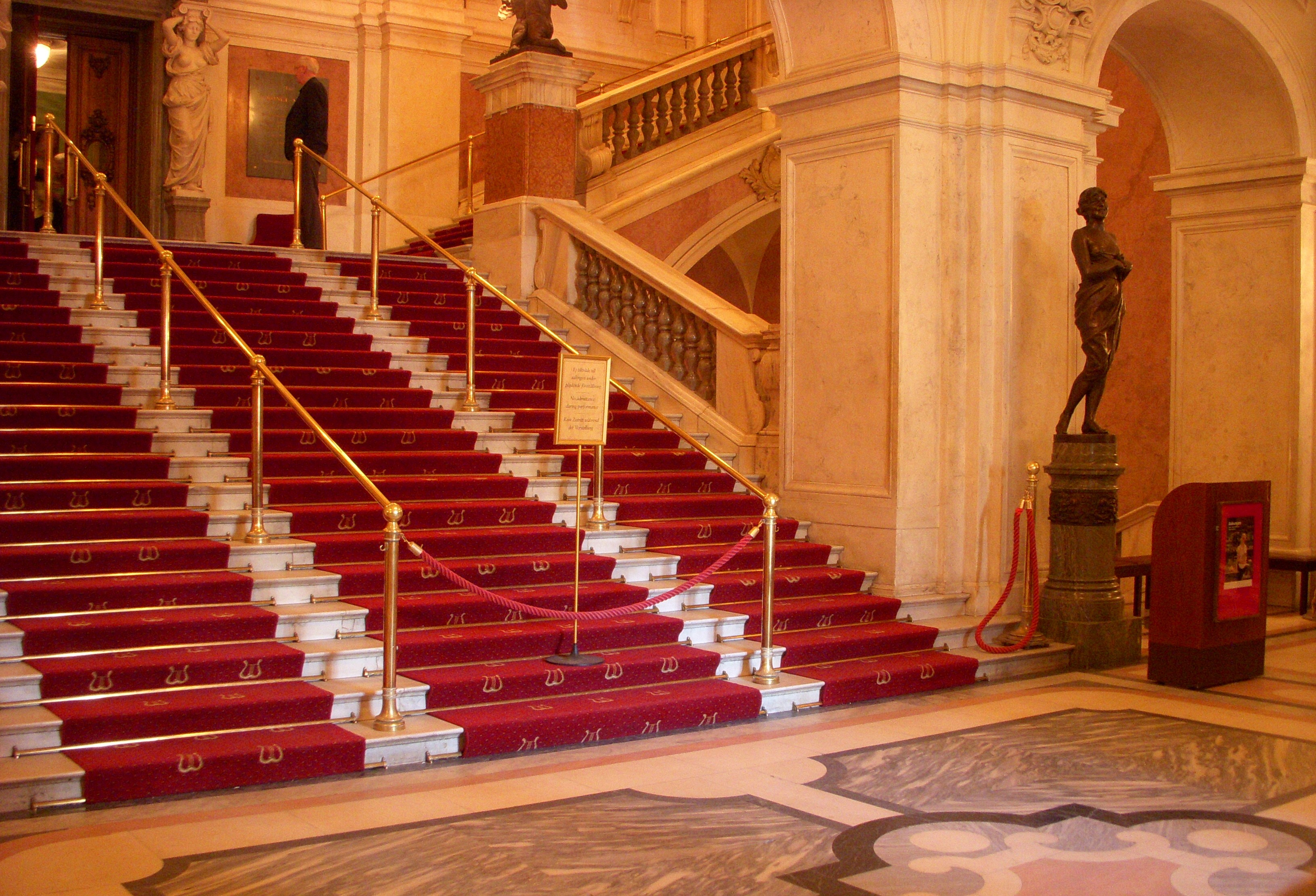
Kungliga Operan, foajé och huvudtrappa.

### Nöjen

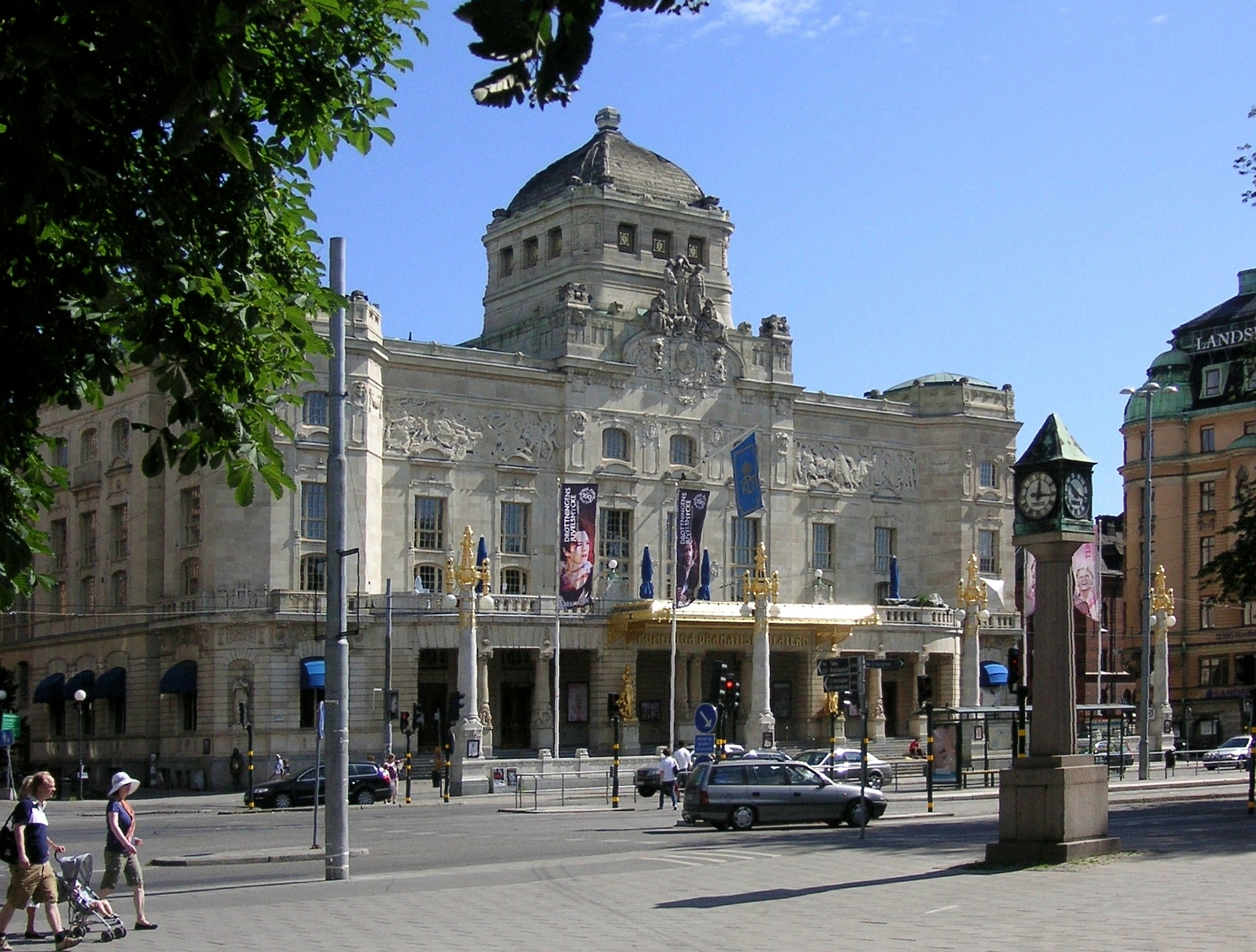
Kungliga Dramatiska Teatern.

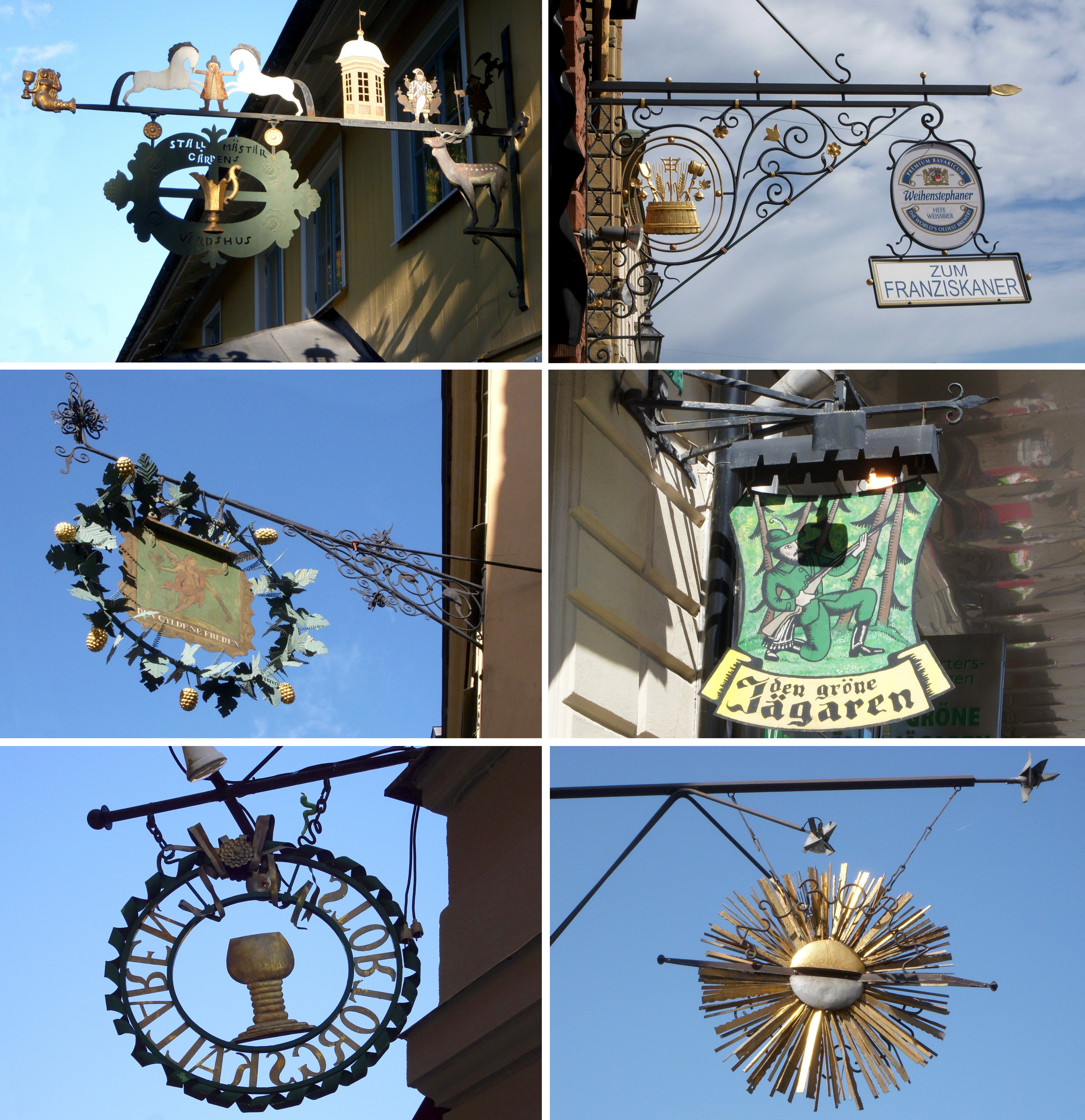
Klassiska restaurangskyltar i Stockholm.

### Sport och sportanläggningar

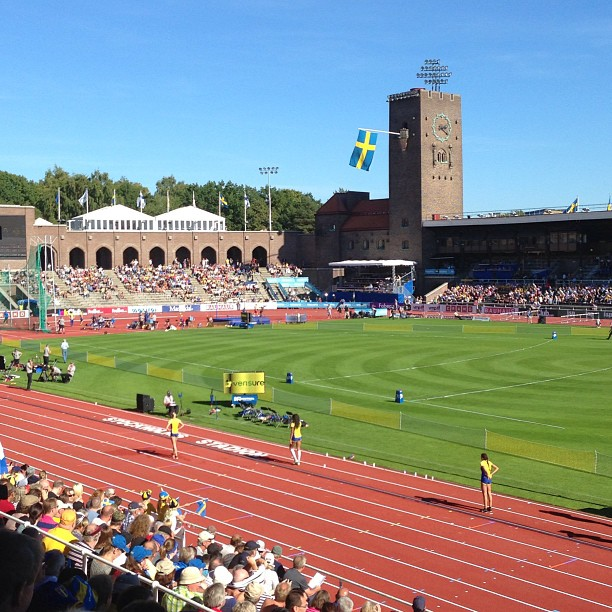
Stockholms Olympiastadion.

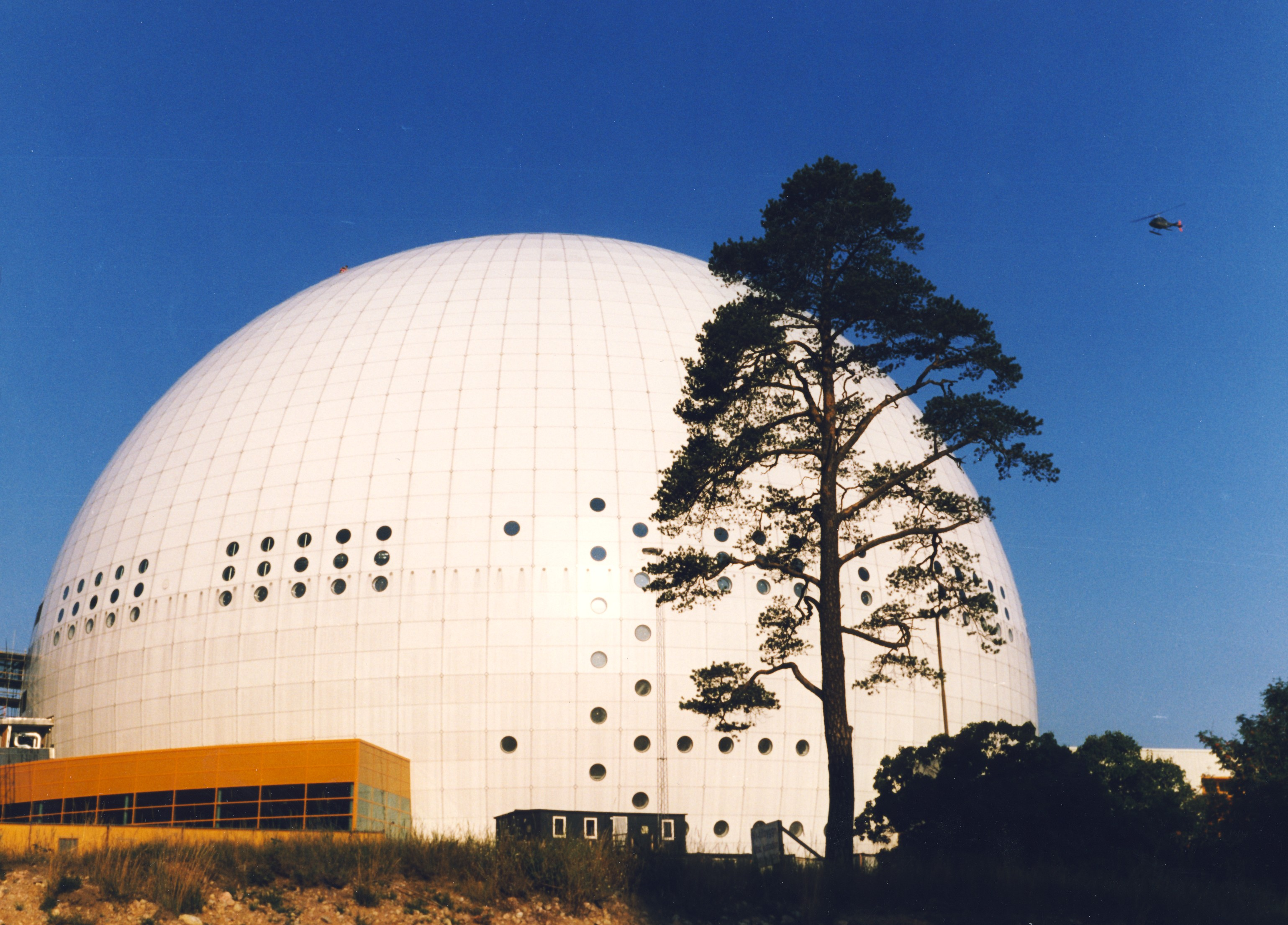
Globen.

## Internationella relationer

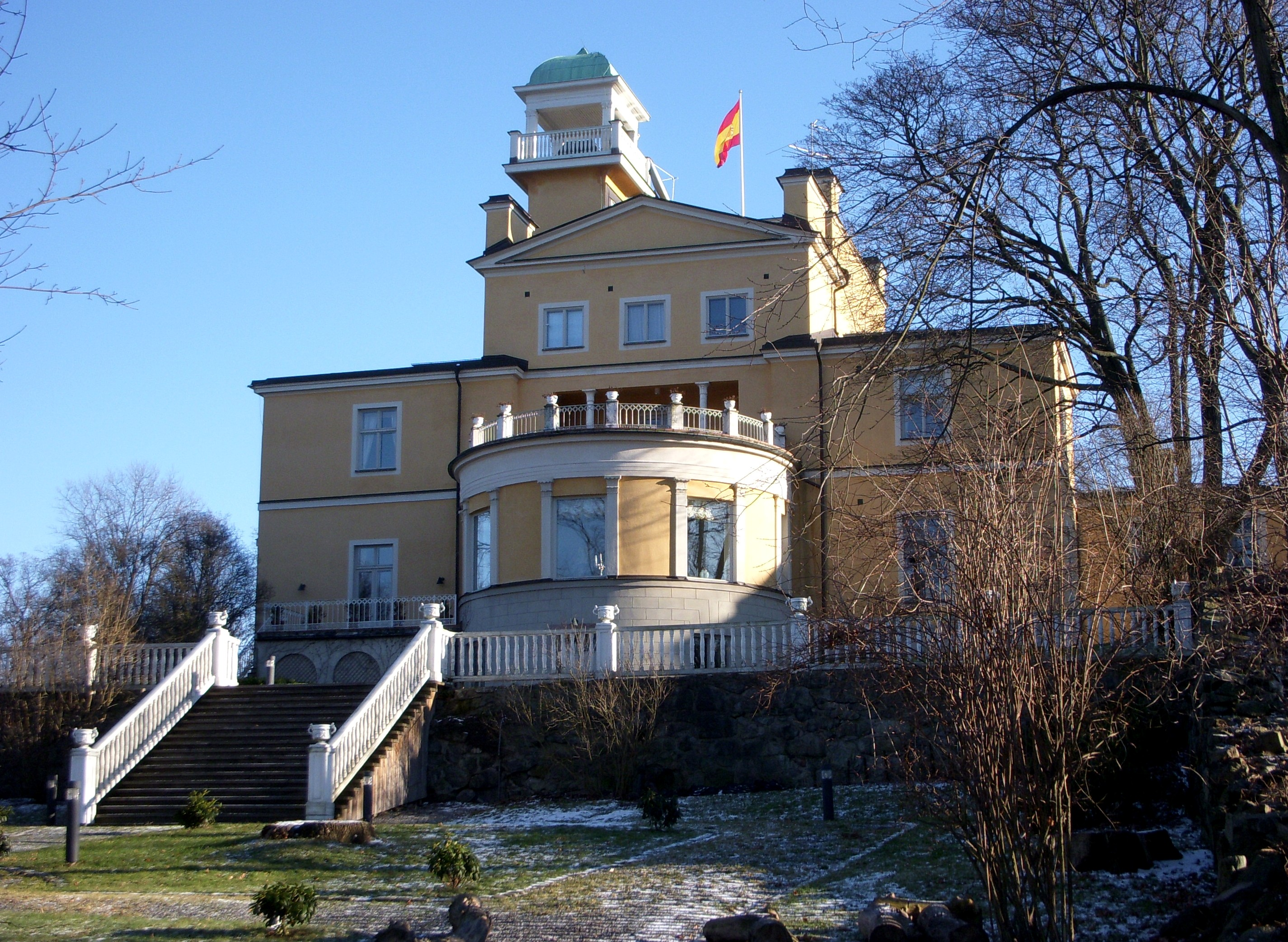
Spaniens ambassad i Stockholm.

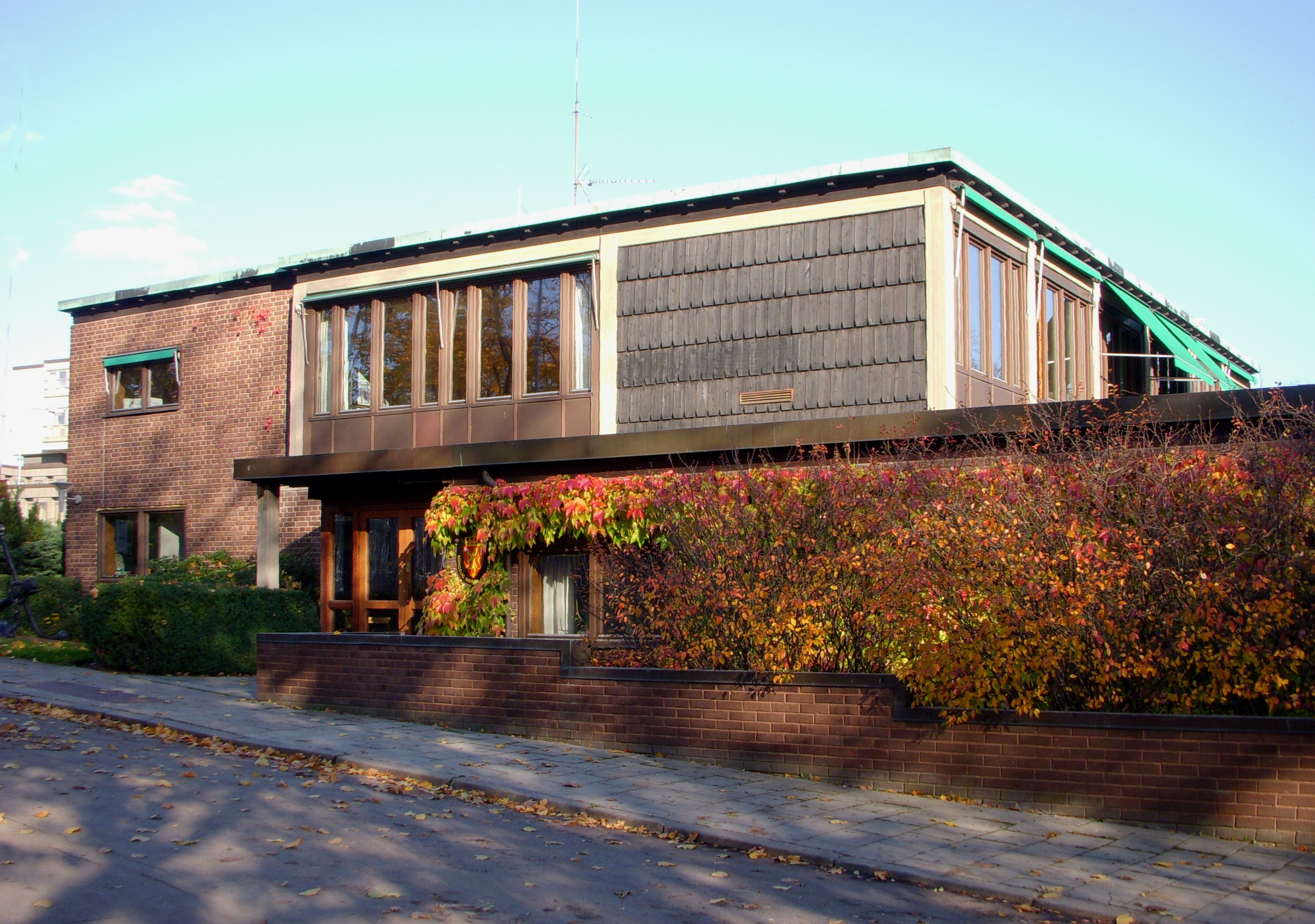
Norges ambassad i Stockholm.

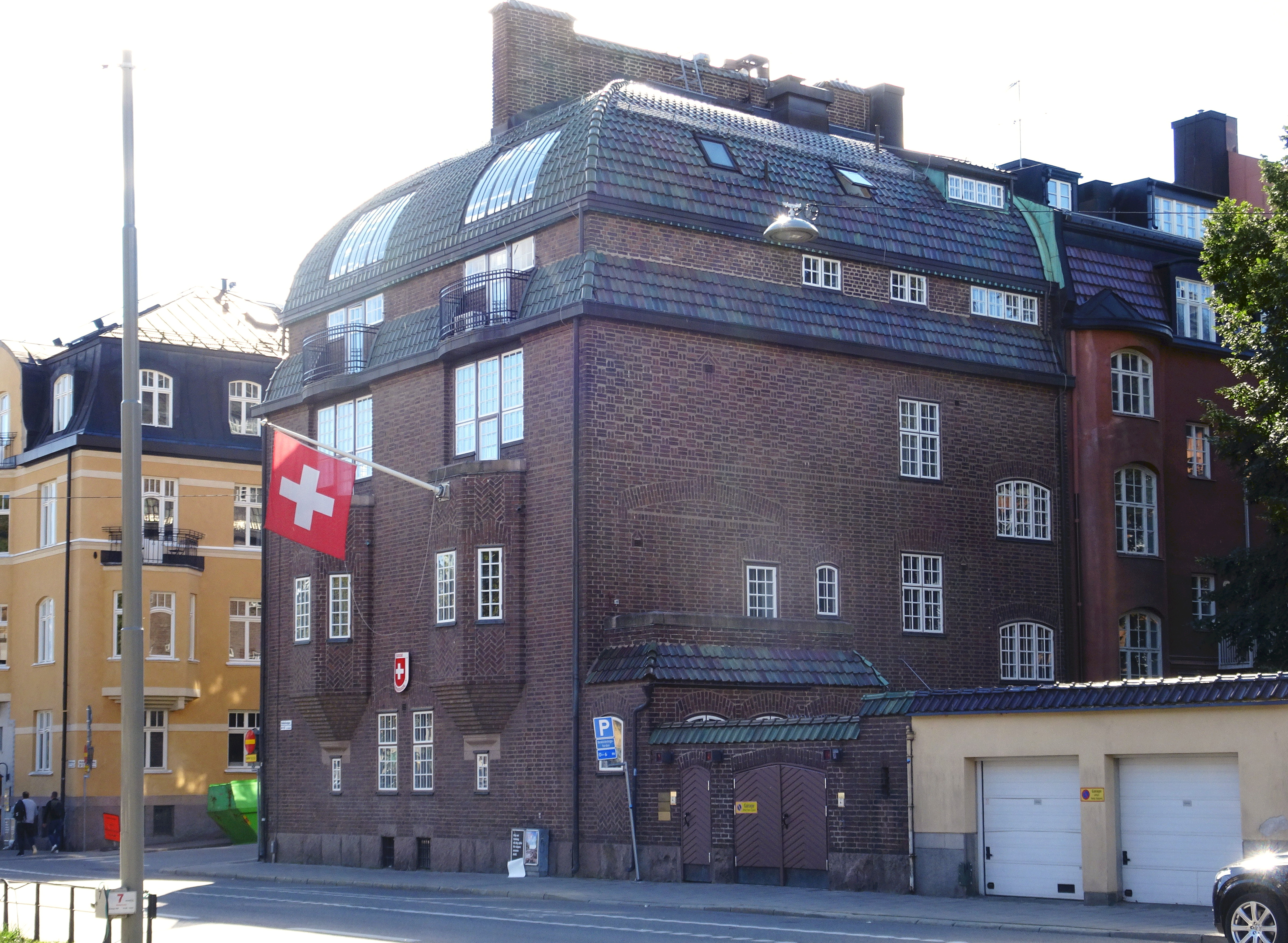
Schweiz ambassad i Stockholm.